# موزه هنر متروپولیتن

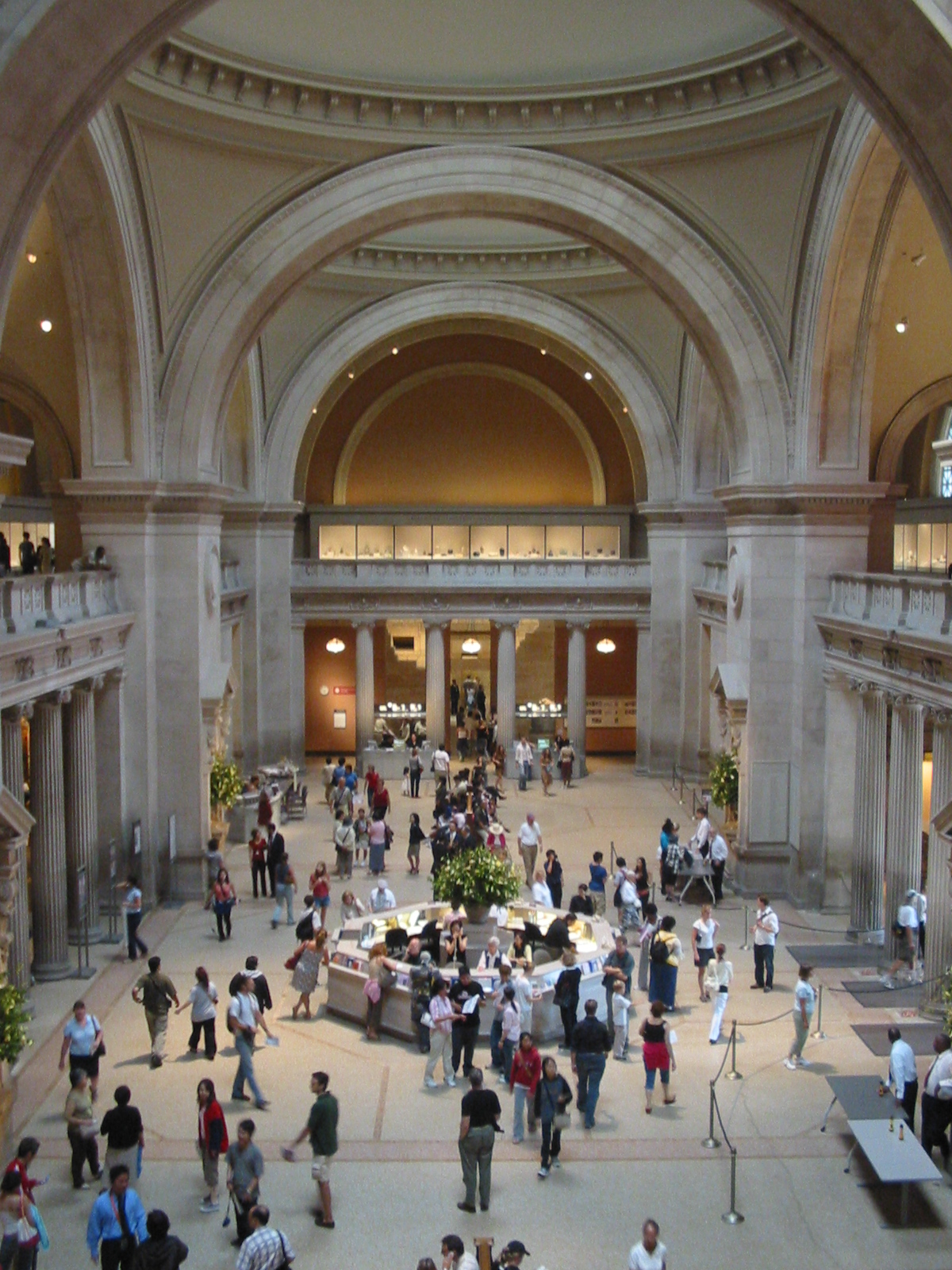
سرسرای موزه

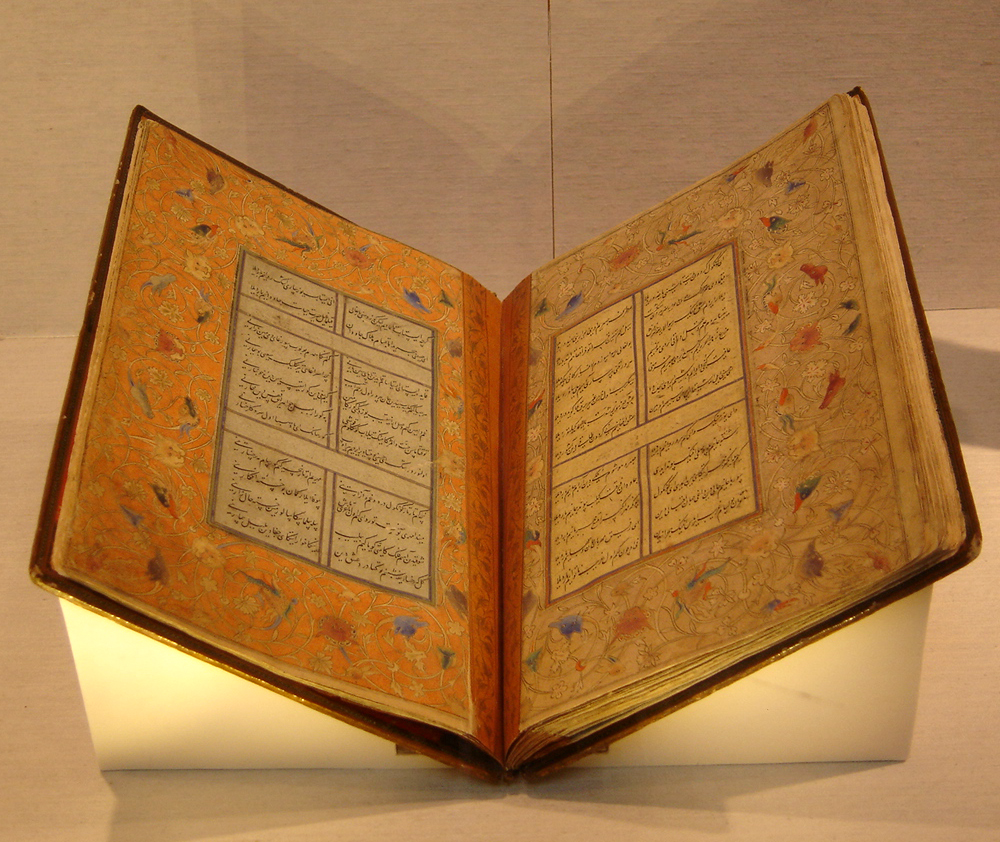
خمسهٔ نظامی، به قلم سال ۱۵۲۴ در هرات، واقع در موزه هنرهای متروپولیتن نیویورک

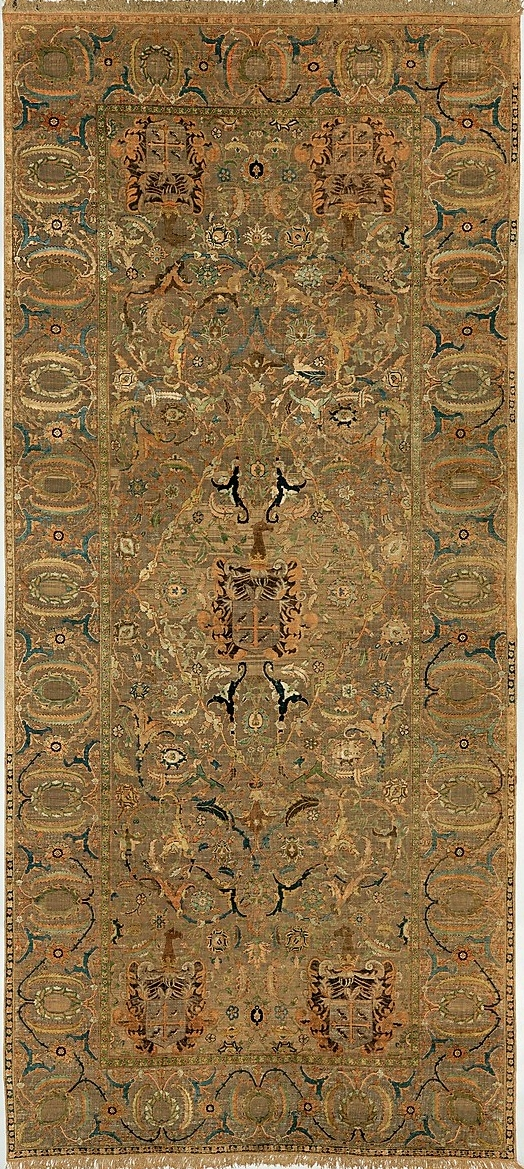
قالی اصفهان ساخته شده از پنبه ابریشم و فلز متعلق به قرن ۱۷ میلادی که در موزه متروپولیتن نگهداری می‌شود.

موزهٔ هنر متروپولیتن (به انگلیسی: Metropolitan Museum of Art) همچنین مشهور به موزه کلان‌شهری (به انگلیسی: Metropolitan Museum)، از بزرگ‌ترین و مشهورترین موزه‌های جهان است. موزه در منهتن نیویورک و در مجاورت ضلع شرقی سنترال پارک و خیابان پنجم قرار دارد. این موزه در ۱۸۷۲ میلادی افتتاح گردید. موزهٔ متروپولیتن نیویورک حاوی مجموعهٔ بزرگ و نادری از تاریخ اسلام و ایران باستان است. موزه کلان‌شهری هنر، سالیانه حدود ۴ میلیون بازدیدکننده دارد. قدیمی‌ترین دارایی این موزه مربوط به (به تقریب) ۳۰۰۰۰۰ سال تا ۷۷۰۰۰ سال پیش است و سنگ آتشزنه‌ای‌است که در مصر یافت شده‌است.
از این موزه با عنوان «the Met» (کوتاه‌شدهٔ عبارت «the Metropolitan») نیز، یاد می‌شود.

## مجموعه‌ها
موزهٔ هنر متروپولیتن، مجموعهٔ کوچک اما منحصر به فردی از آثار حفاری‌شده در منطقه تیسفون و طاق کسری را در اختیار دارد.
این موزه مجموعه دائمی آثار از آمریکا، آفریقا، آسیا، اقیانوسیه، بیزانس، مصر باستان، کلاسیک باستان و هنر اسلامی دارد. همچنین
این موزه مجموعه دائرةالمعارف آلات موسیقی، لباس‌ها و لوازم جانبی و همچنین سلاح‌های عتیقه و زره پوش از سراسر جهان است. چندین فضای داخلی برجسته، از قرن اول رم تا طراحی مدرن آمریکایی، در گالری‌های آن نصب شده‌است. موزه هنر متروپولیتن در سال۱۸۷۰ با هدف افتتاح یک موزه برای آوردن هنر و آموزش هنر به مردم آمریکا تأسیس شد.

### مجموعه بال آمریکا
امروزه مجموعه دائمی بال در حال توسعه حدود ۲۰۰۰۰ اثر هنری از مردان و زنان آمریکایی آفریقایی‌تبار، یورو آمریکایی، آمریکای لاتین و آمریکای بومی را شامل می‌شود. از دوره استعمار گرفته تا دوره‌های مدرن اولیه، دارایی‌ها شامل نقاشی، مجسمه‌سازی، کارهای روی کاغذ و هنرهای تزئینی - از جمله مبلمان، منسوجات، سرامیک، شیشه، نقره، فلزکاری، جواهرات، سبد خرید، تخته دوزی و منجوق دوزی - و همچنین فضای داخلی و قطعات معماری. مجسمه‌های بنایی، شیشه‌های رنگی و عناصر معماری در دادگاه چارلز انگلارد نصب شده‌اند. نقره، طلا، شیشه و سرامیک در بالکن‌های حیاط. روایت‌های معماری و اثاثیه داخلی آمریکا، ۱۶۸۰–۱۹۱۵، در بیست فضای داخلی تاریخی یا اتاق دوره بررسی می‌شود.

### مجموعه هنر باستان شرق نزدیک
مجموعه هنرهای باستانی خاور نزدیک در موزه شامل بیش از ۷۰۰۰ اثر در تاریخ از هزاره هشتم پیش از میلاد است. در طی قرون متمادی دقیقاً فراتر از زمان فتوحات اعراب در قرن هفتم میلادی، اشیا از منطقه وسیعی به مرکز بین‌النهرین، بین رودخانه‌های دجله و فرات، و از شمال تا قفقاز و استپ‌های اوراسیا و جنوب تا شبه جزیره عربستان گسترش می‌یابد. در هسته اصلی این نمایشگاه، اسب‌های برجسته و شخصیت‌های نگهبان (لاماسو) از کاخ شمال غربی آشورناسیرپال دوم در نمرود با چیدمانی طراحی شده‌اند که برای تداعی سالن تماشاگران سلطنتی طراحی شده‌است و تجربه ورود به کاخ آشور را به بازدید کنندگان می‌دهد. فراتر از این، یک گالری به بررسی مضامین میان فرهنگی مانند پزشکی و جادو، پول و وزن، دنیای کتاب مقدس و رابطه هنر و متن در خاور نزدیک باستان می‌پردازد.

### مجموعه اسلحه وزره پوش
اهداف اصلی وزارت اسلحه و زره پوش جمع‌آوری، حفاظت، تحقیق ، انتشار و نمایش نمونه‌های برجسته ای از هنر زره پوش، شمشیر ساز و تفنگ ساز است. اسلحه و زره پوش در طول هزاران سال تقریباً در تمام فرهنگ‌ها بخشی حیاتی بوده‌است، نه تنها در فتح و دفاع، بلکه در جلسات نمایشی در دادگاه و مراسم تشریفاتی. در طول زمان بهترین زره پوش‌ها و سلاح‌ها بالاترین توانایی‌های هنری و فنی جامعه و دوره ساخت آنها را نشان می‌دهد و جنبه ای بی نظیر از تاریخ هنر و فرهنگ مادی را تشکیل می‌دهد. مجموعه اسلحه و زره پوش Met یک مجموعه مدرن است که از طریق فعالیت‌ها و علایق کیوریتورها، متولیان امر، مجموعه داران خصوصی و اهدا کنندگان طی ۱۲۵ سال گذشته شکل گرفته‌است. این مجموعه تقریباً چهارده هزار شی را شامل می‌شود که بیش از پنج هزار مورد آن اروپایی، دو هزار مورد از خاور نزدیک و چهار هزار مورد از خاور دور است. این مجموعه در نوع خود یکی از جامع‌ترین و دائرةالمعارف‌ترین مجموعه هاست.

### مجموعه هنرآسیا
دپارتمان هنر آسیا با نمایندگی از دستاوردهای هنری شش سنت مهم فرهنگی که ۵۰۰۰ سال تاریخ، نیمی از جمعیت جهان، بیش از بیست ملت مدرن و منطقه وسیعی را شامل می‌شود که شامل افغانستان، شبه قاره هند و جنوب شرقی آسیا از آن طرف هیمالیا تا چین، کره و ژاپن. مجموعه هنرهای آسیایی Met - بیش از ۳۵۰۰۰ شی که مربوط به هزاره سوم قبل از میلاد است. تا قرن بیست و یکم - یکی از بزرگ‌ترین و جامع‌ترین در جهان است. هر یک بسیاری از تمدن‌های آسیا با آثار برجسته ای ارائه می‌شود، تجربه ای بی نظیر از سنت‌های هنری تقریباً نیمی از جهان. آثار شامل نقاشی، خوشنویسی، چاپ، مجسمه، فلز، سرامیک، لاک است.

### مجموعه هنر مصر
مجموعهMet هنرهای مصر باستان تقریباً شامل ۲۶۰۰۰ شی با اهمیت هنری، تاریخی و فرهنگی است که از پارینه سنگی تا دوره روم (حدود ۳۰۰۰۰۰ سال قبل از میلاد مسیح تا قرن چهارم میلادی) قدمت دارد. بیش از نیمی از این مجموعه از سی و پنج سال کار باستان‌شناسی موزه در مصر گرفته شده‌است که در سال ۱۹۰۶ در پاسخ به افزایش علاقه غرب به فرهنگ مصر باستان آغاز شده‌است.

### مجموعه هنر یونان و روم
مجموعه هنرهای یونان و روم در این موزه بیش از سی هزار اثر را شامل می‌شود که از دوره نوسنگی (حدود ۴۵۰۰ سال قبل از میلاد) تا زمان کنستانتین امپراتور روم به مسیحیت درسال۳۱۲ میلادی است. این شامل هنر بسیاری از فرهنگ‌ها است و یکی از جامع‌ترین فرهنگ‌ها در آمریکای شمالی است. مناطق جغرافیایی نشان داده شده یونان و ایتالیا است، اما مرزهای سیاسی مدرن آن را محدود نکرده‌اند: مستعمرات یونان در حوضه مدیترانه و سواحل دریای سیاه ایجاد شدند و قبرس به‌طور فزاینده ای یونانی شد. از نظر هنر روم، محدودیت‌های جغرافیایی با گسترش امپراتوری روم همزمان است. این بخش همچنین هنر یونان ماقبل تاریخ (هلادی، سیکلادی و مینویی) و هنر پیش از روم را در مورد اقوام ایتالیایی، به ویژه اتروسک‌ها به نمایش می‌گذارد.

### مجموعه هنر قرون وسطی و بیزانس
مجموعه هنرهای قرون وسطایی و بیزانس این موزه یکی از جامع‌ترین مجموعه‌های جهان است. این مجموعه که در خیابان Metپنجم و شعبه موزه در شمال منهتن، به نمایش درآمده است، هنر مدیترانه و اروپا را از سقوط رم در قرن چهارم تا آغاز رنسانس در اوایل قرن شانزدهم در بر می‌گیرد. همچنین شامل آثار هنری اروپایی قبل از قرون وسطی است که در دوران مفرغ و اوایل عصر آهن خلق شده‌اند.

### مجموعه هنر آفریقا
آثاری از سراسر شبه قاره آفریقا که از سال ۵۰۰ قبل از میلاد مسیح به صورت‌های خشتی شکل گرفته در نیجریه امروزی کشف شده‌اند. سنت‌های بصری برجسته آفریقای جنوبی و صحرای آفریقا از طریق آثاری از آفریقای غربی، مرکزی، شرقی و جنوبی نشان داده می‌شود. نکات برجسته این مجموعه شامل آرایه ای غنی از سنت‌های مجسمه‌سازی و منسوجات است که از سده دوازدهم تا اواسط قرن بیستم در ساحل توسط هنرمندان جین، تلم، دوگون و بمانا در مالی امروزی توسعه یافته‌است. این زیبایی‌ها شامل خاصیت انعطاف‌پذیری سیال ارقام سفالین باستانی، خطی گرافیکی واضح از موضوعات انسانی و اسطوره ای تراشیده شده از چوب و انباشت عمدی مبهم ماده طبیعی است که نیروی حیات را مهار می‌کند.

### مجموعه هنر اسلامی
موزه متروپولیتن صاحب یکی از بزرگ‌ترین مجموعه آثار هنری جهان اسلام است. مجموعه آثار اسلامی Met از قرن هفتم تا قرن بیست و یکم قدمت دارد. بیش از ۱۵۰۰۰ شی آن منعکس کننده تنوع و دامنه وسیع سنتهای فرهنگی اسلام است که دارای آثاری از غرب تا اسپانیا و مراکش و تا شرق آسیا میانه و اندونزی است. این مجموعه شامل هر دو اشیا مقدس و عرفی است، تأثیر متقابل شیوه‌های هنری مانند خوشنویسی و تبادل نقش و نگارهای مانند تزئینات گیاهی (عربی) و الگوهای هندسی را در هر دو قلمرو آشکار می‌کند.
نقاشی‌های مینیاتوری بخش هنر اسلامی متعلق به ایران و هند مغول است که جزو برجسته‌ترین مجموعه‌ها در این موزه است.
بیشترین تعداد مینیاتور تهیه شده در این مجموعه از فهرست شاهنامه است.
گالری‌های هنر اسلامی از سال ۲۰۰۱ در حال بازسازی بودند و در ۱ نوامبر ۲۰۰۱۱ به عنوان گالری‌های جدید برای سرزمین‌های عربی، ترکیه، ایران، آسیای میانه و بعداً آسیای جنوبی بازگشایی شدند.
نحوه جمع‌آوری مجموعه اسلامی
اگرچه این موزه برخی از مهرها و جواهرات را از اوایل سال ۱۸۷۴ از کشورهای اسلامی به دست آورد اما اولین گروه اصلی از این اشیا را تحت عنوان وصیت نامه ای از ادوارد سی مور دریافت کرد.
از آن زمان این مجموعه از طریق هدایا، وصیت نامه‌ها، خریدها و همچنین از طریق کاوش‌های موزه در نیشابور و ایران در سال ۱۹۳۵تا۱۹۳۹ رشد کرده‌است.
متروپلیتن از اوایل سال ۱۹۱۰ شروع به برگزاری نمایشگاه‌های موقت بزرگ اسلامی کرد بسیاری از این نمایشگاه‌ها جشن‌هایی را برگزار می‌کردند که با کاتالوگ‌های تصویری برای عموم به همراه بود این کاتالوگ‌ها حتی بعد از تعطیل شدن نمایشگاه هم چاپ می‌شدند و به این ترتیب درک عامیانه از هنر اسلامی گسترش پیدا کرد.
گاه این جشن‌ها و نمایشگاه‌ها خود باعث اضافه شدن مجموعه دائمی به موزه می‌شدند.

### مجموعه هنر مدرن
Met از زمان تأسیس در سال ۱۸۷۰ آثار هنرمندان زنده را جمع‌آوری و به نمایش گذاشته‌است. امروزه دارایی‌های این بخش شامل بیش از دوازده هزار اثر هنری در طیف وسیعی از رسانه‌ها از سال ۱۹۰۰ تا به امروز است. از جمله نکات برجسته این بخش، کارهای شاخص اعضای مدرسه پاریس مانند بالتوس، ژرژ براک، هنری ماتیس، جوان میرو، آمدئو مودیلیانی و پابلو پیکاسو است. این مجموعه به لطف هدایای خارق‌العاده و وصایای آثار هنری و همچنین صندوق‌های سرمایه‌گذاری توسعه یافته‌است.

## نگارخانه

### تمدن ایران

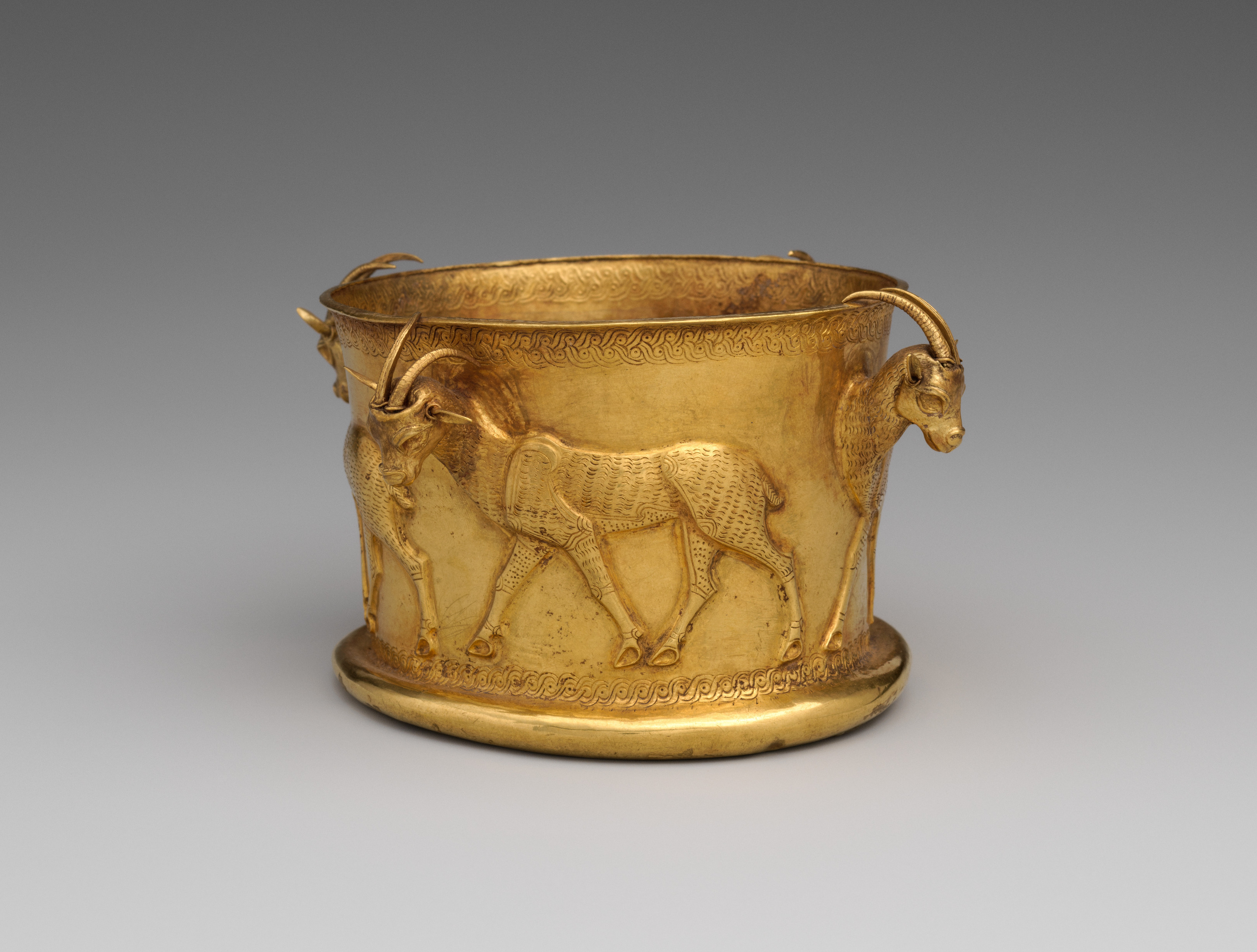
جام با فریز گوزن‌ها، قبرهای مارلیک، حدود اوایل هزاره اول پیش از میلاد
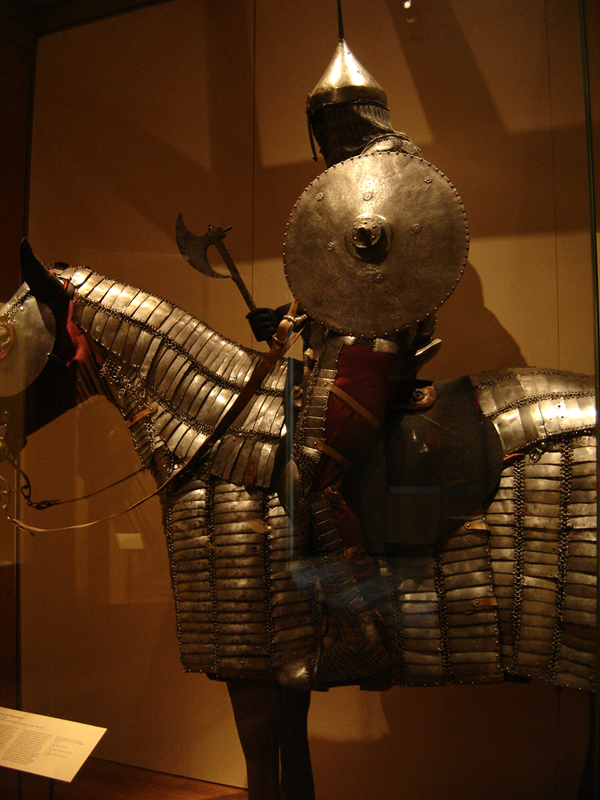
لباس رزم ایرانی. نیمه قرن ۱۵ میلادی. طبقه همکف موزه متروپولیتن نیویورک
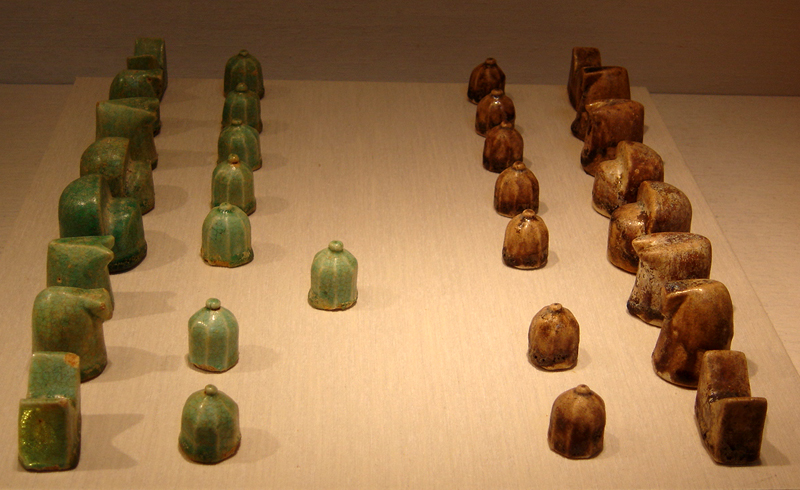
تخته شطرنج نیشابوری و مهره‌های آن. قرن دوازدهم میلادی. موزه متروپولیتن.
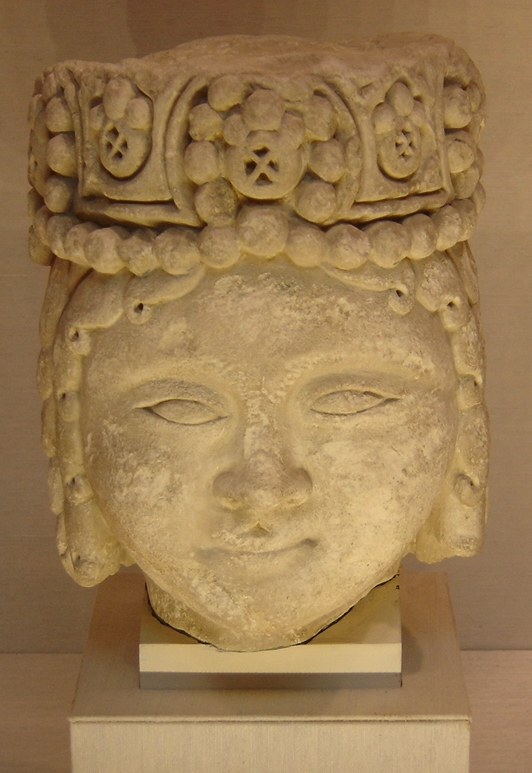
تندیس سر یک شاهزاده سلجوقی. قرن دوازده میلادی. موزه متروپولیتن.
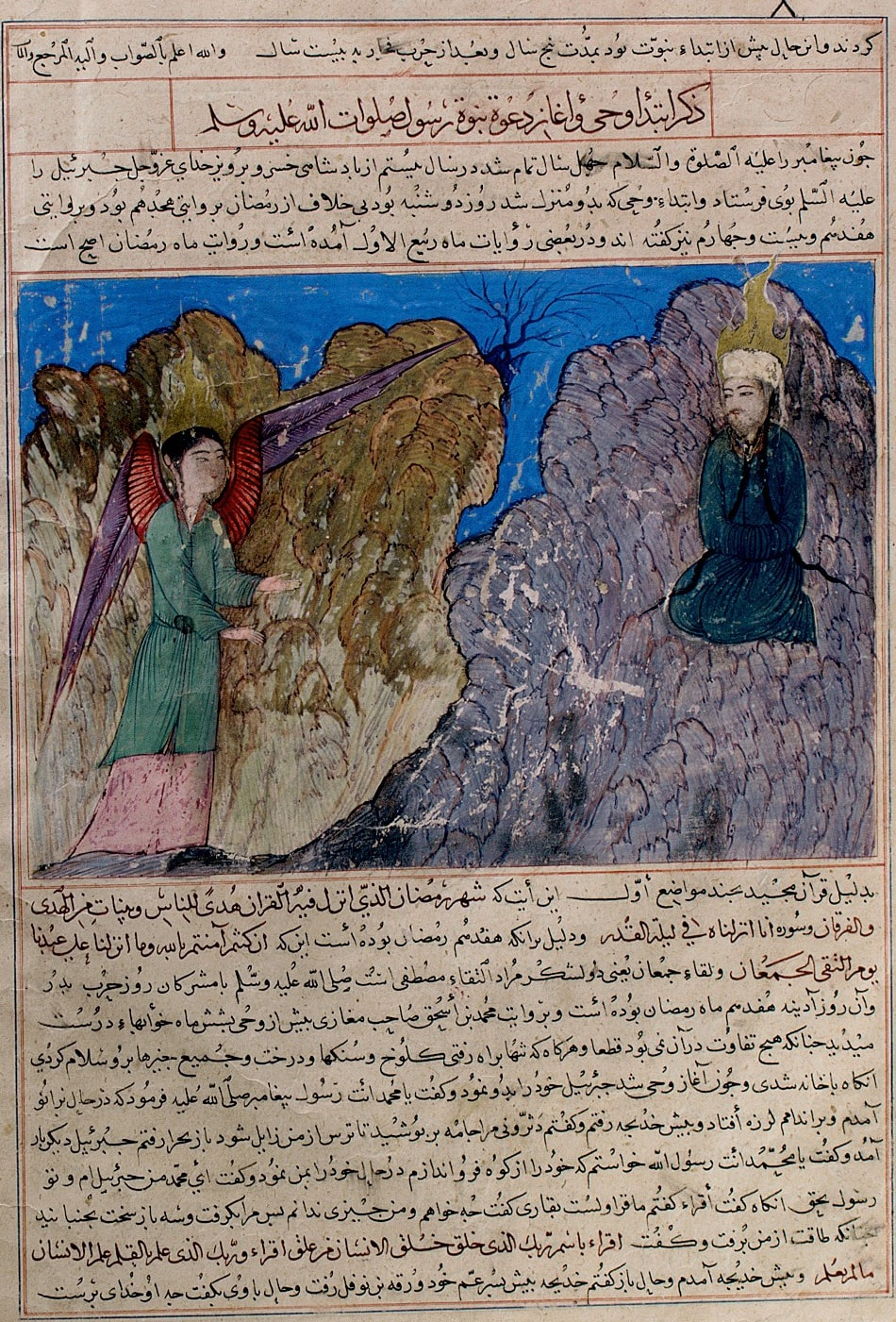
جبرئیل فرشته، در نزد پیامبر اسلام. از مجمل التواریخ و القصص. موزه متروپولیتن نیویورک.
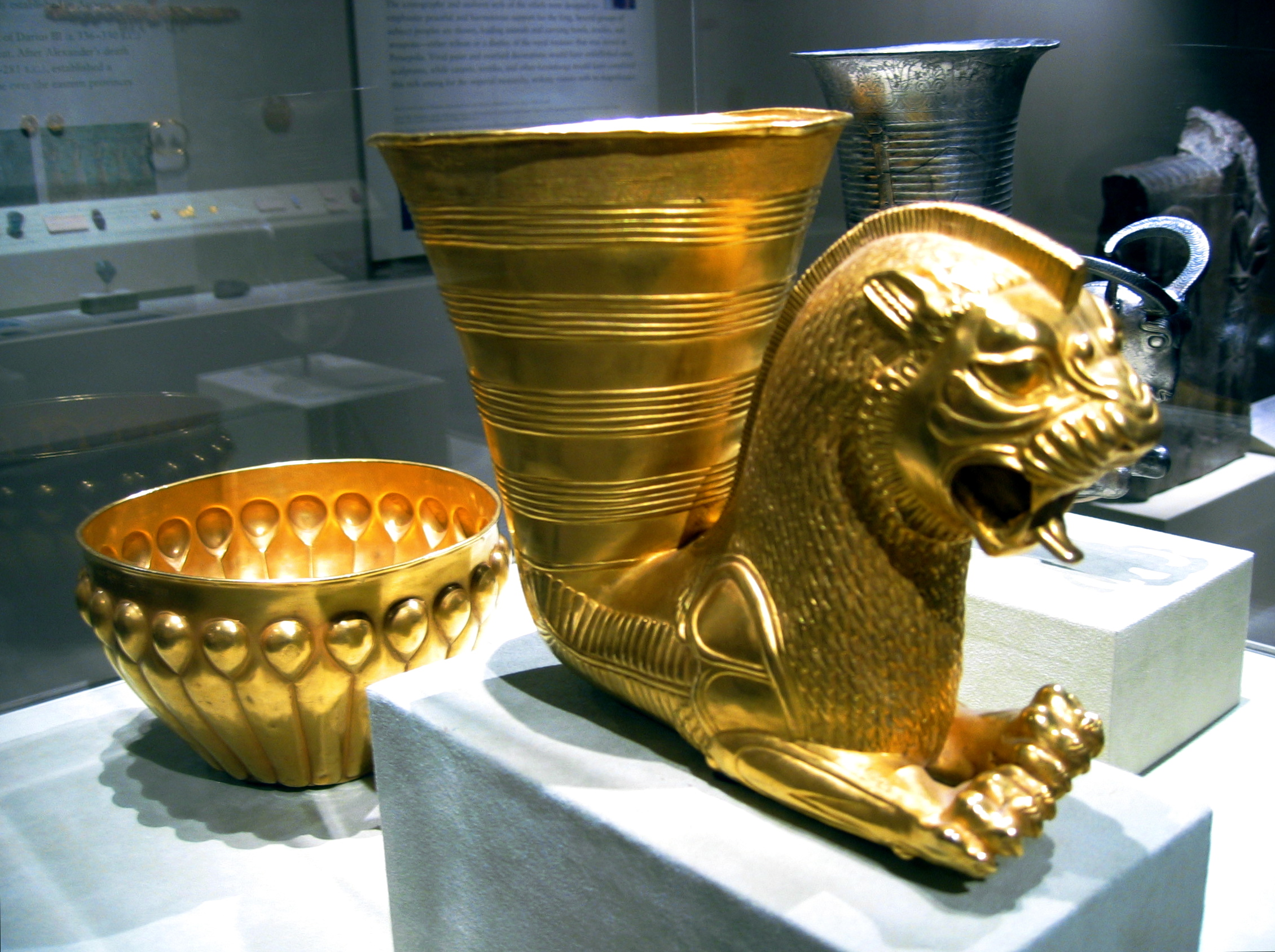
تکوک شیر غران هخامنشیان.سده پنجم پیش از میلاد.
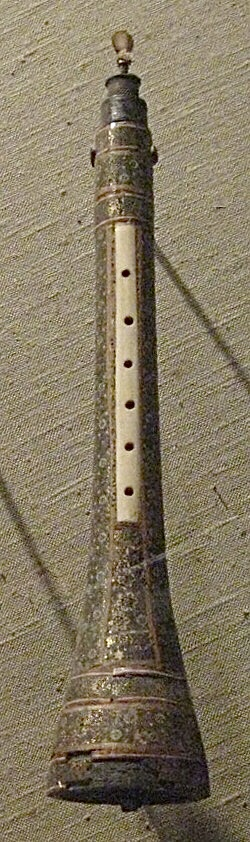
سرنای ایرانی خاتم‌کاری شده، مربوط به اواخر قرن نوزدهم میلادی.
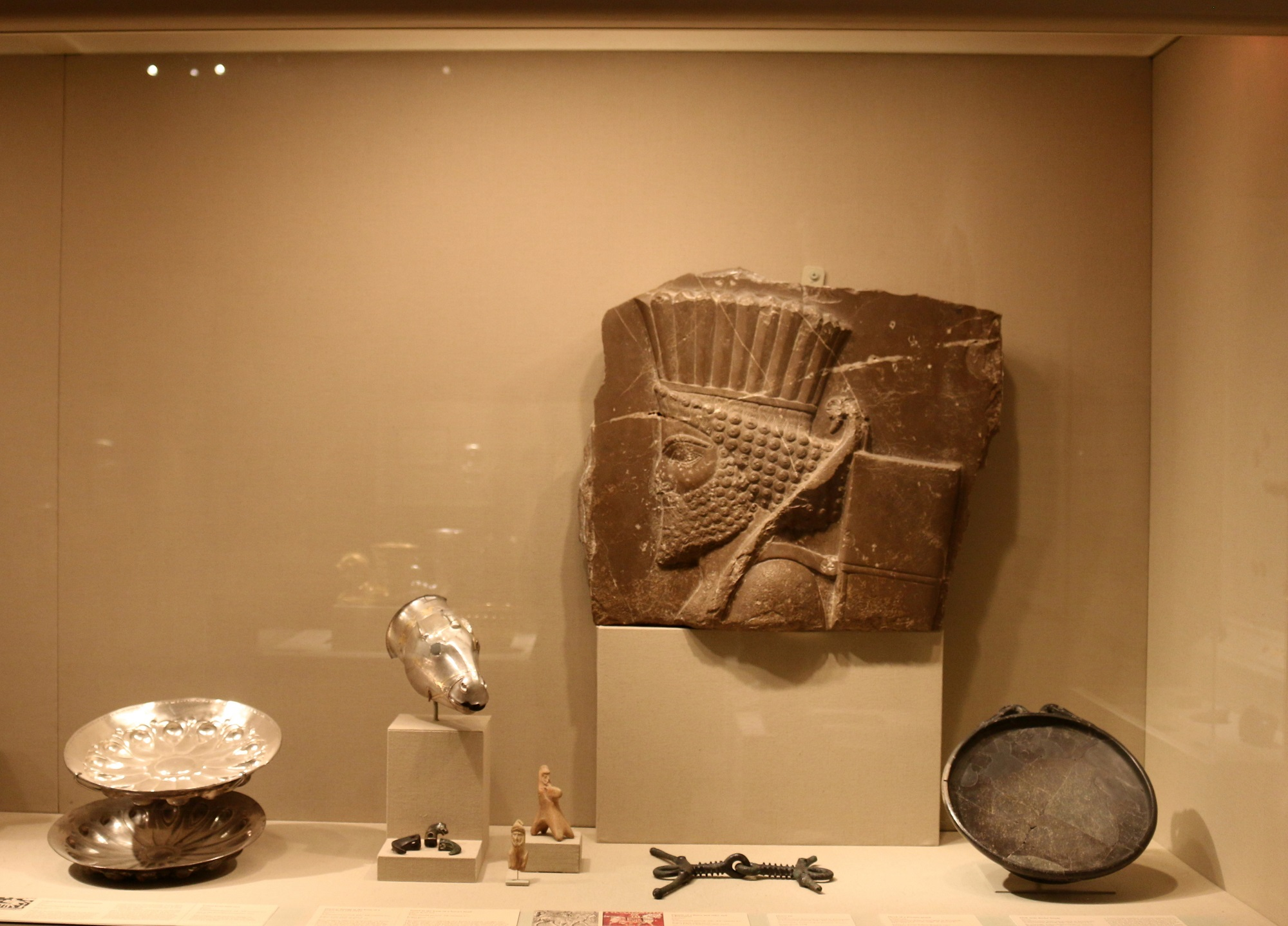
آثار دوره هخامنشی در موزه متروپولیتن
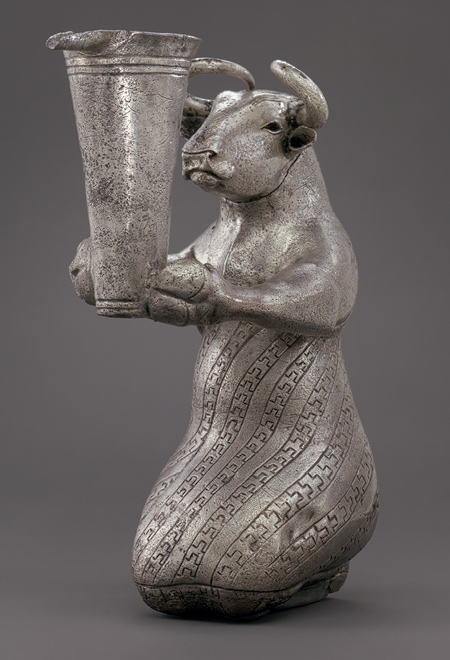
گاو ماده زانوزده نیاایلامی

### دیگر تمدن‌ها

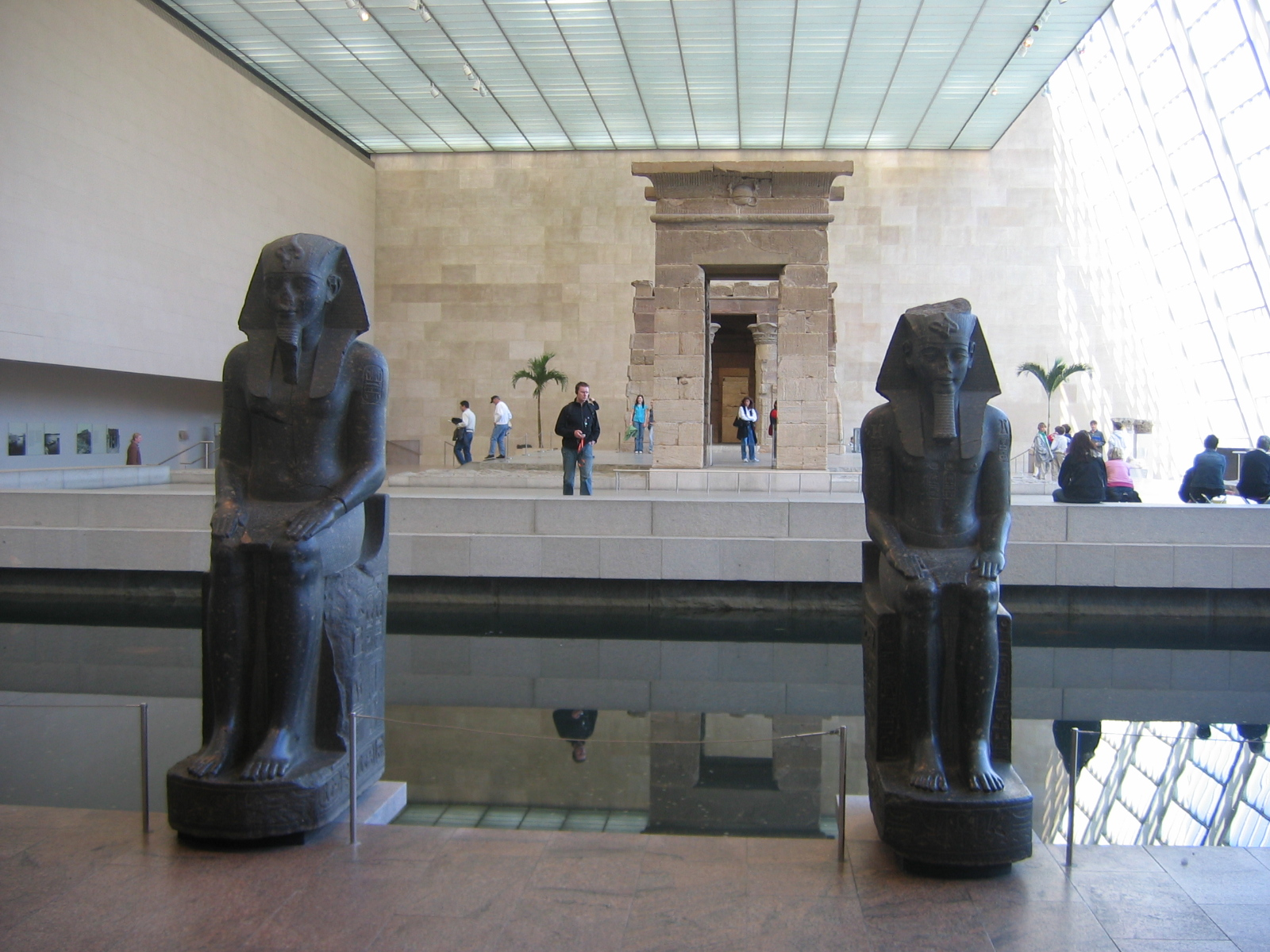
تمدن مصر باستان
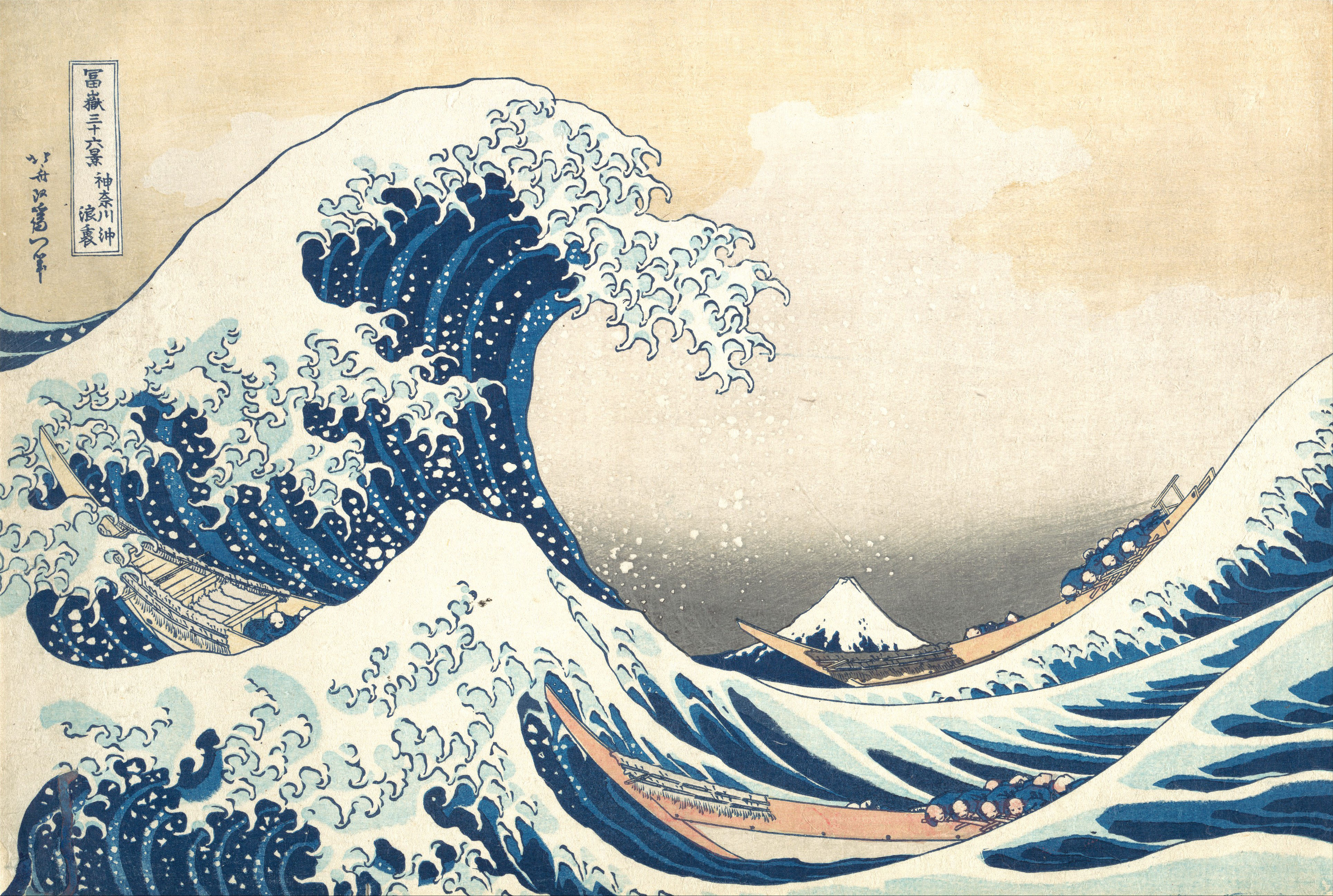
نسخهٔ اوکی‌یوئه از موج عظیم کاناگاوا اثر کاتسوشیکا هوکوسائی
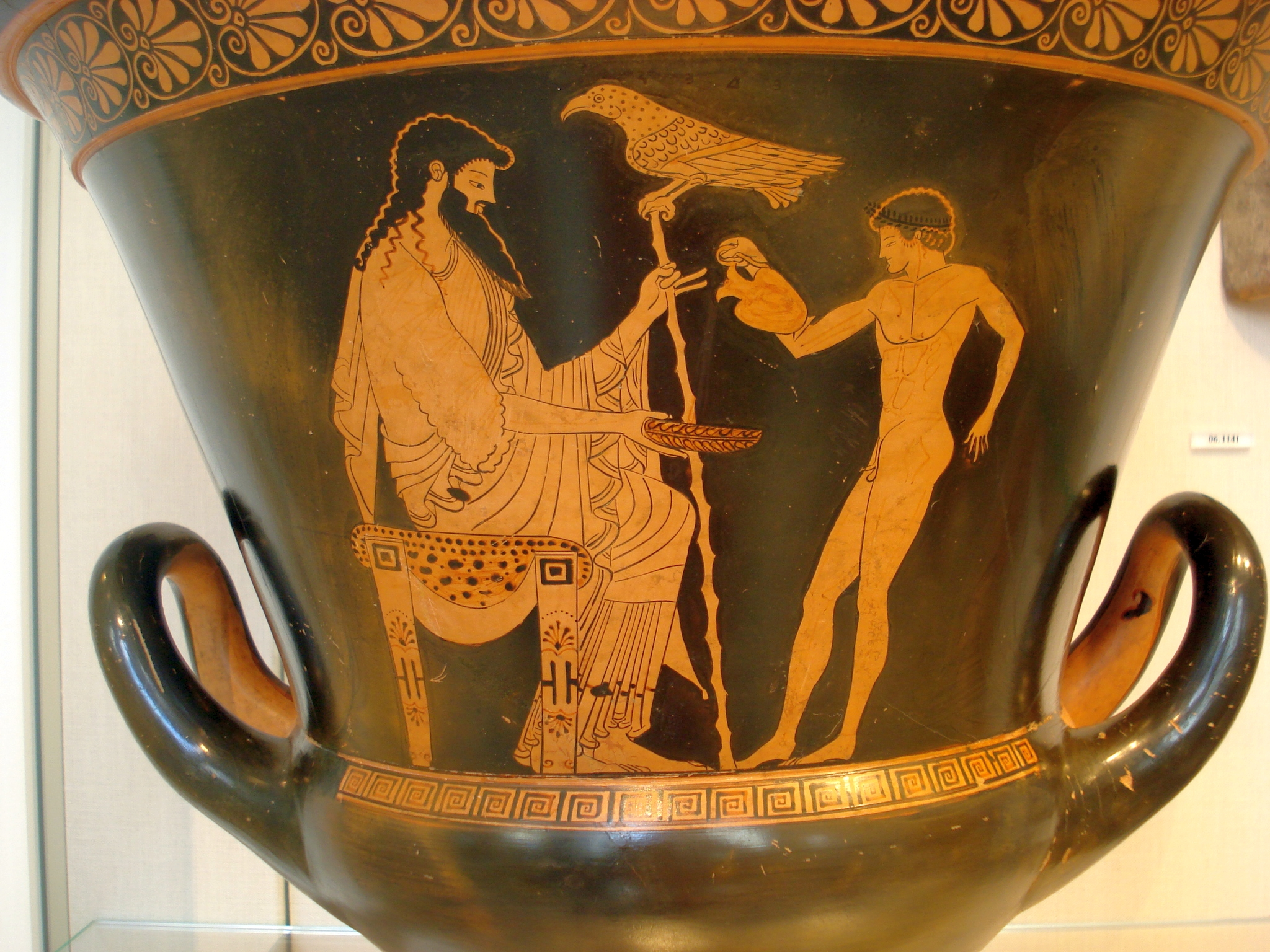
تمدن یونان باستان
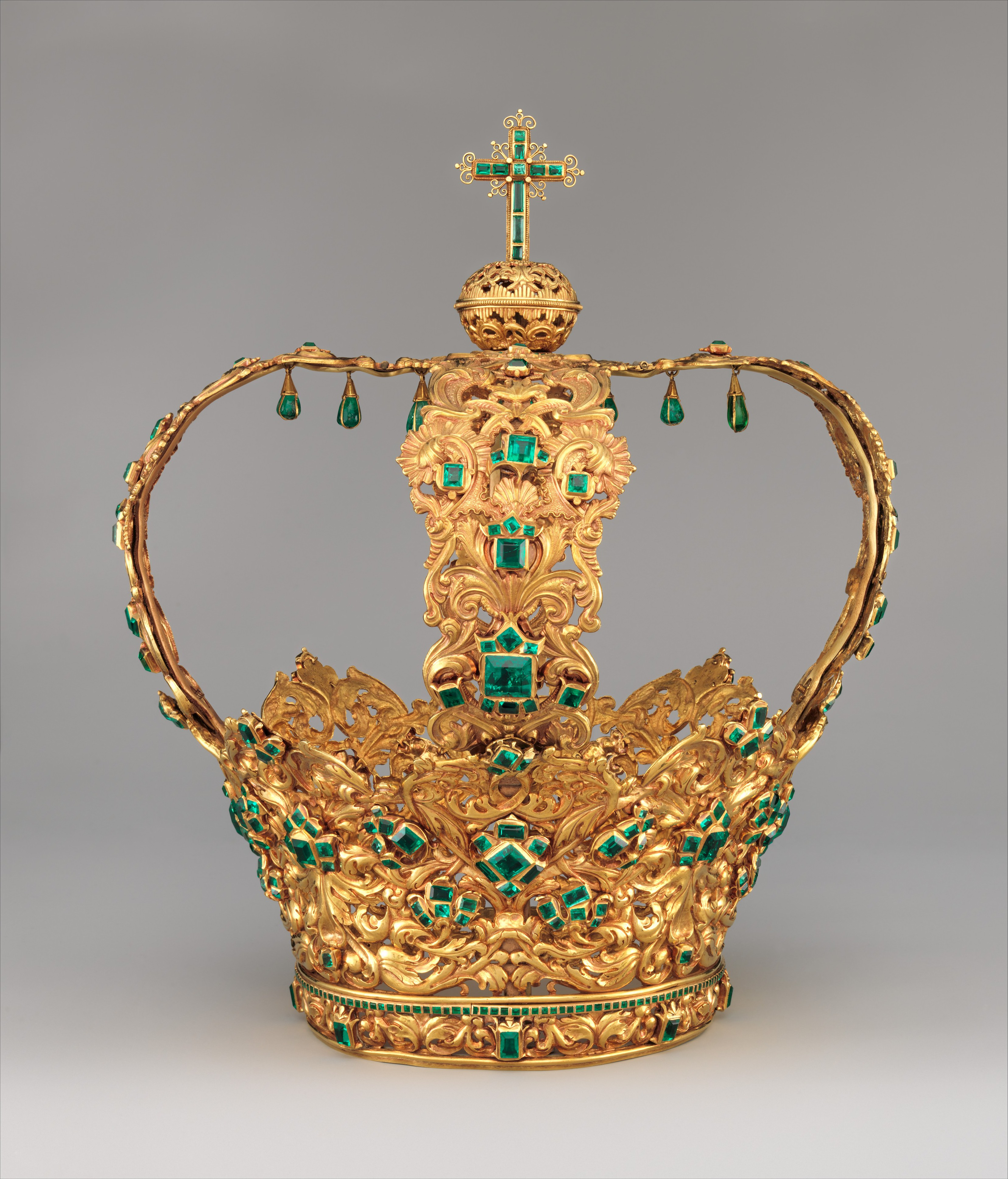
تاج آند

### نقاشی‌ها

پرتره‌ای منتسب به کریستُف کُلُمب ۱۵۱۹ م. اثر سباستیانو دل پیومبو
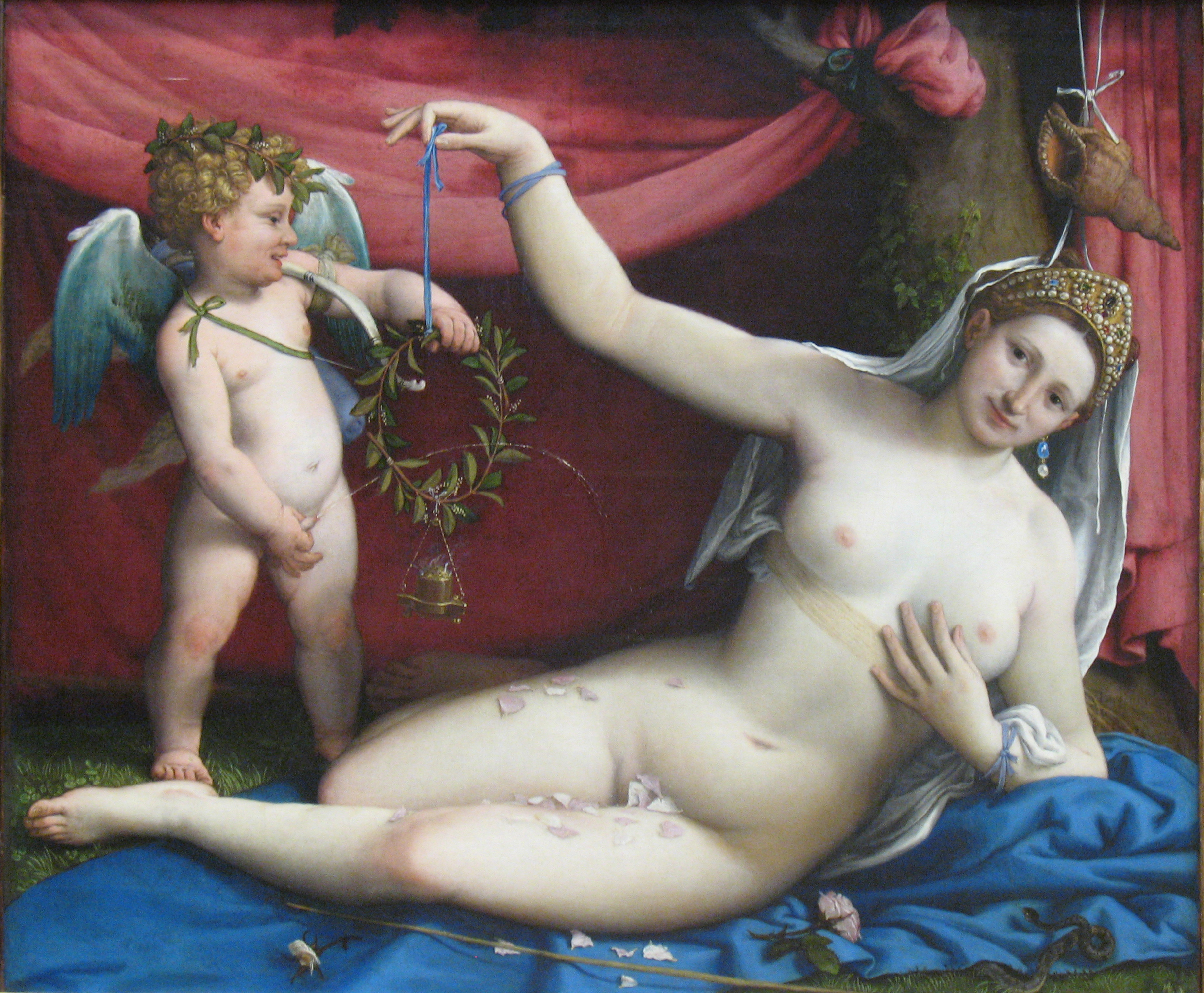
ونوس و کوپیدو ۱۵۳۰ م. اثر لورنزو لوتو
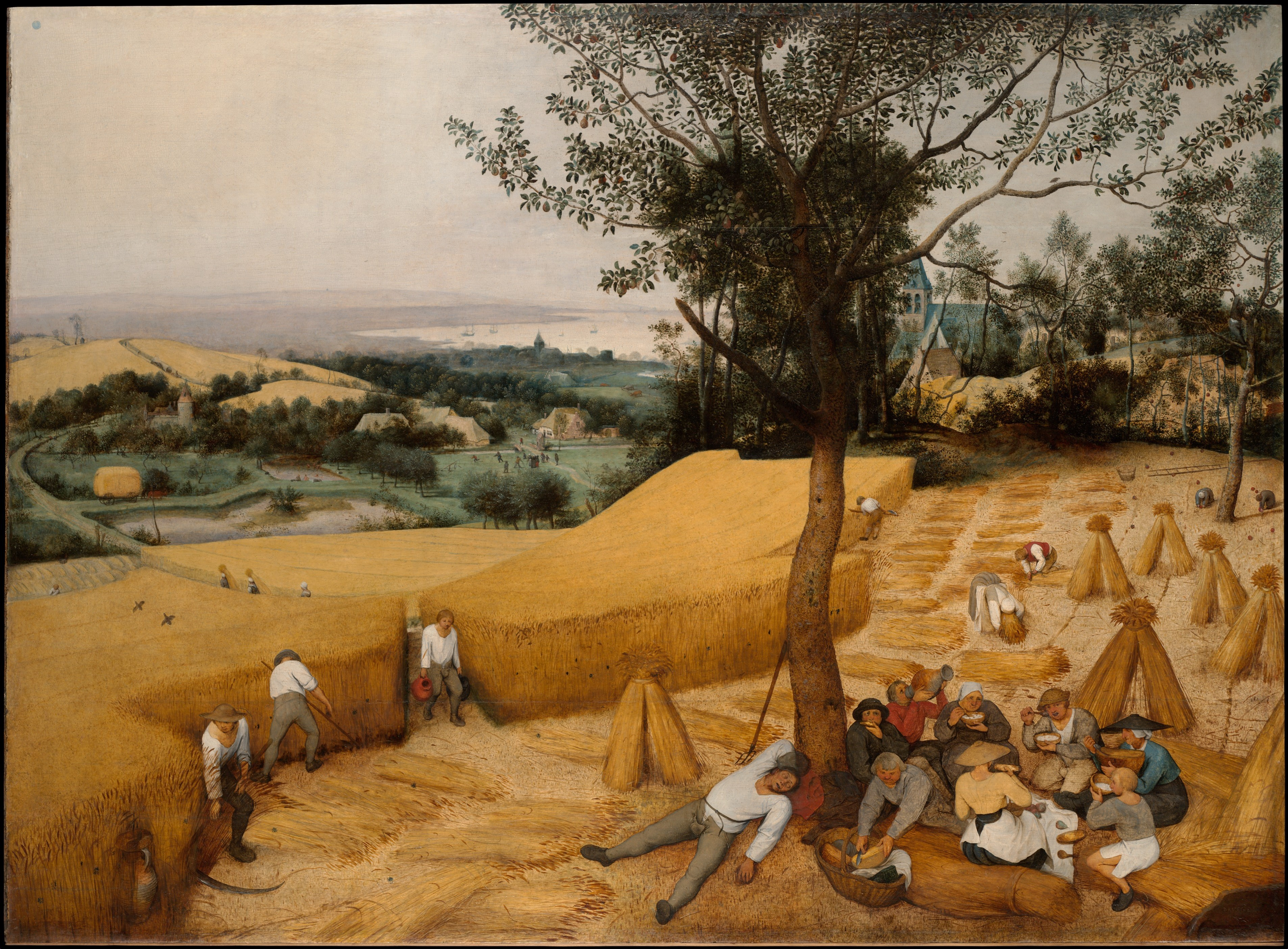
دهقانان حین برداشت ۱۵۶۵ م. اثر پیتر بروگل مهتر
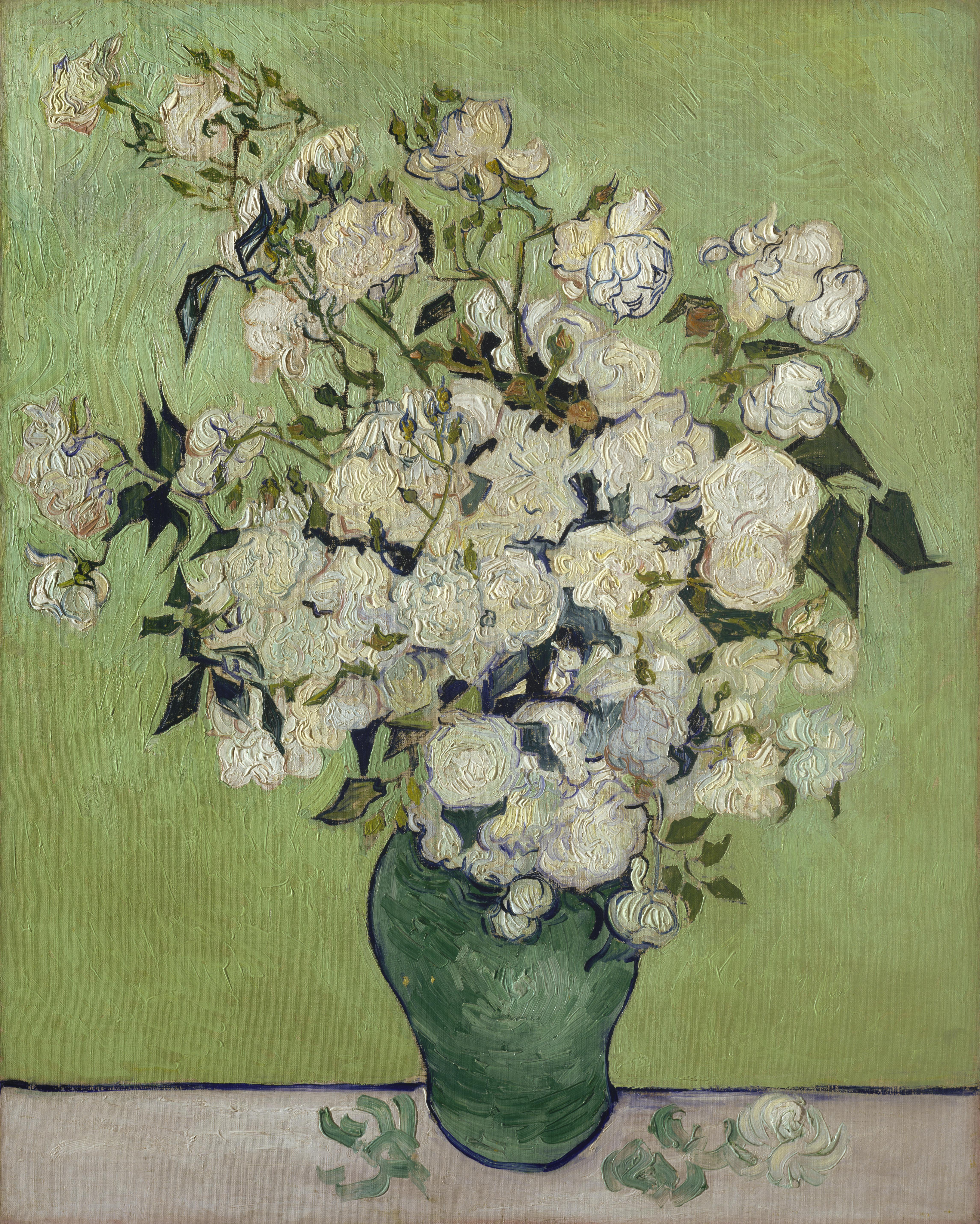
گلدان رُزها ۱۸۹۰ م. اثر وَنسان وَن گوگ
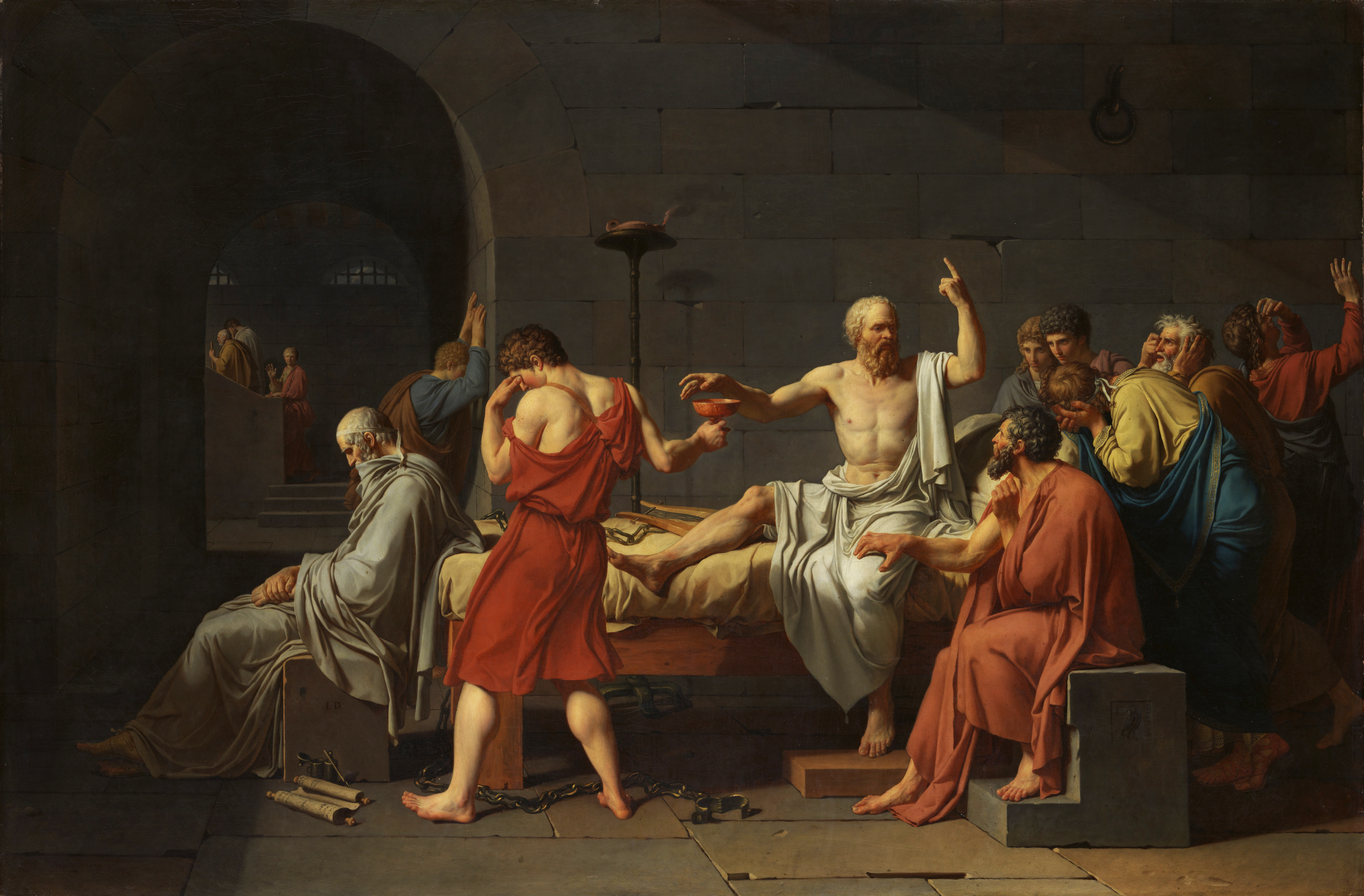
مرگ سقراط ۱۷۸۷ م. اثر ژاک لوئی داوید
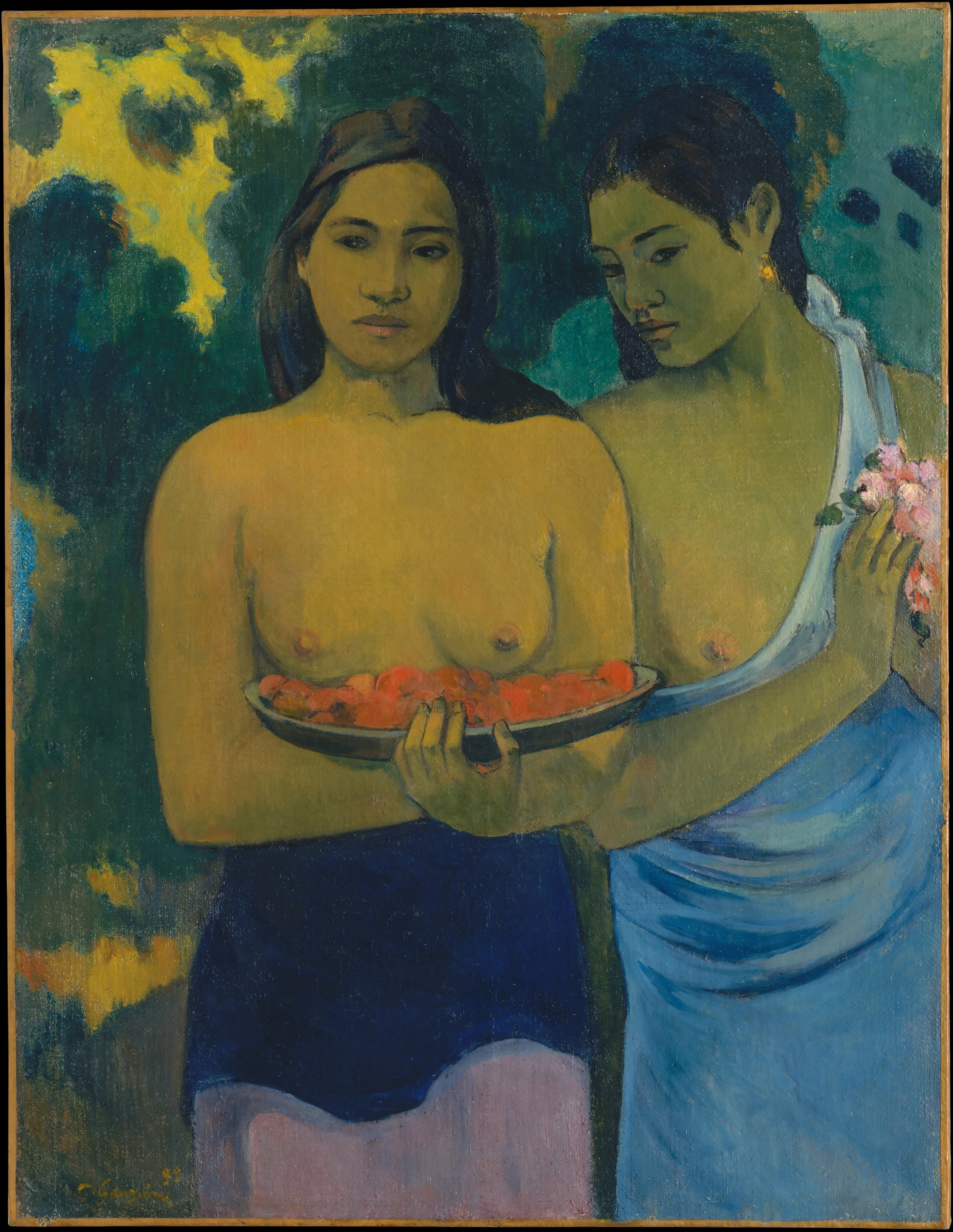
دو زن از تاهیتی ۱۸۹۹ م. اثر پل گوگن
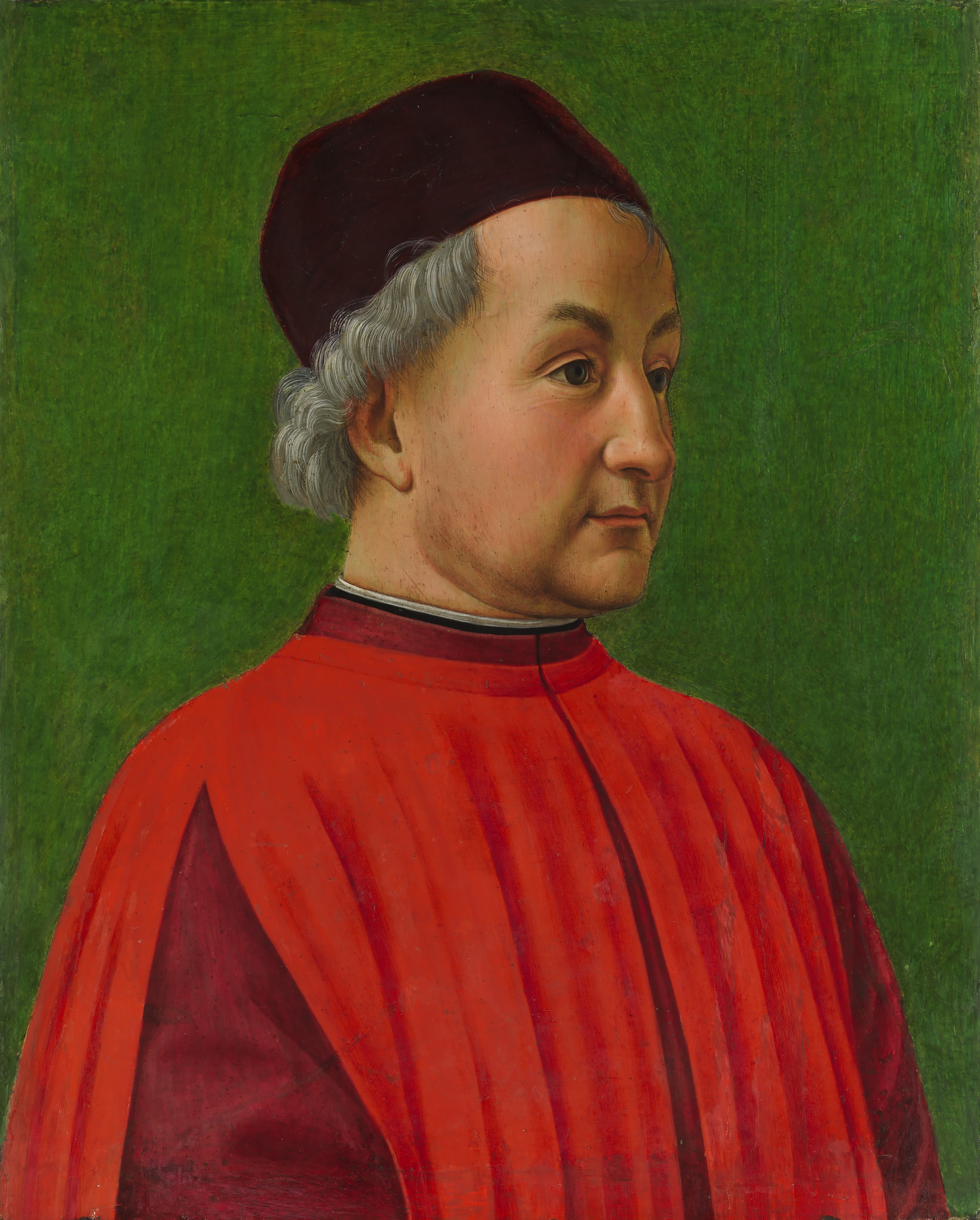
پُرترهٔ یک مرد ۱۴۴۸-۱۴۹۴ م. اثر دومنیکو گرلاندایو
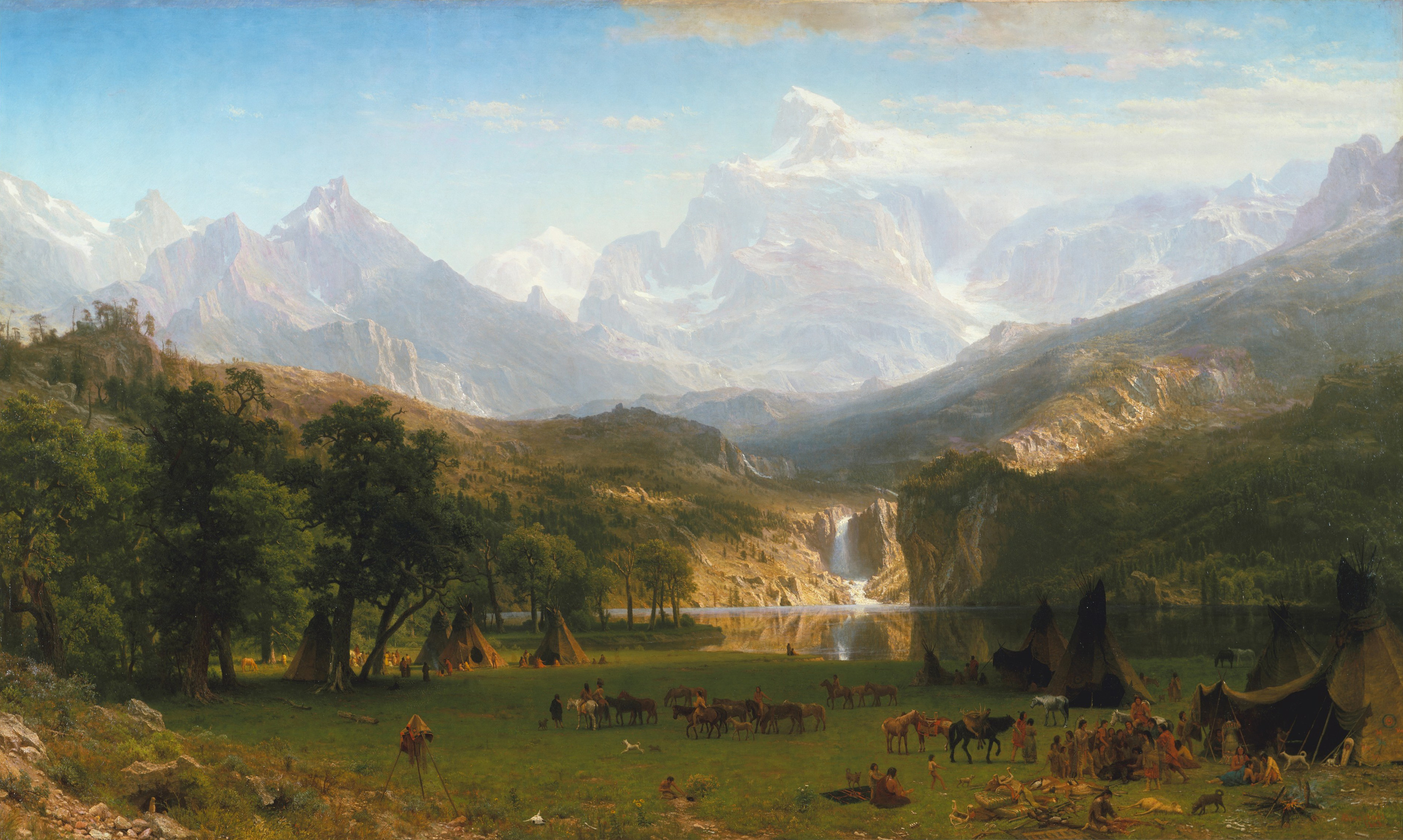
کوه‌های راکی، قله لندر ۱۸۶۳ م. اثر آلبرت بیرشتات
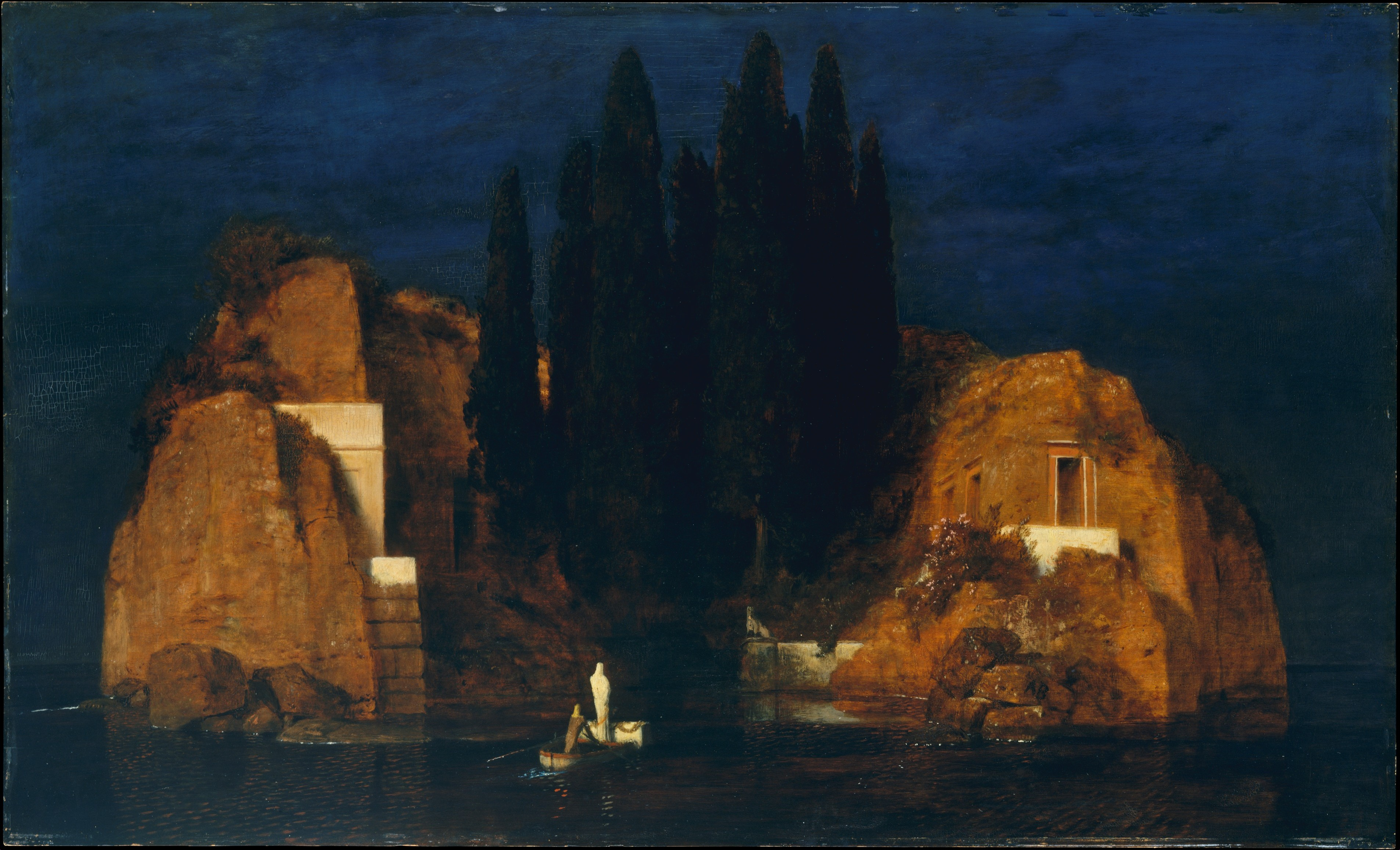
جزیره مردگان ۱۸۸۰ م. اثر آرنولد بوکلین
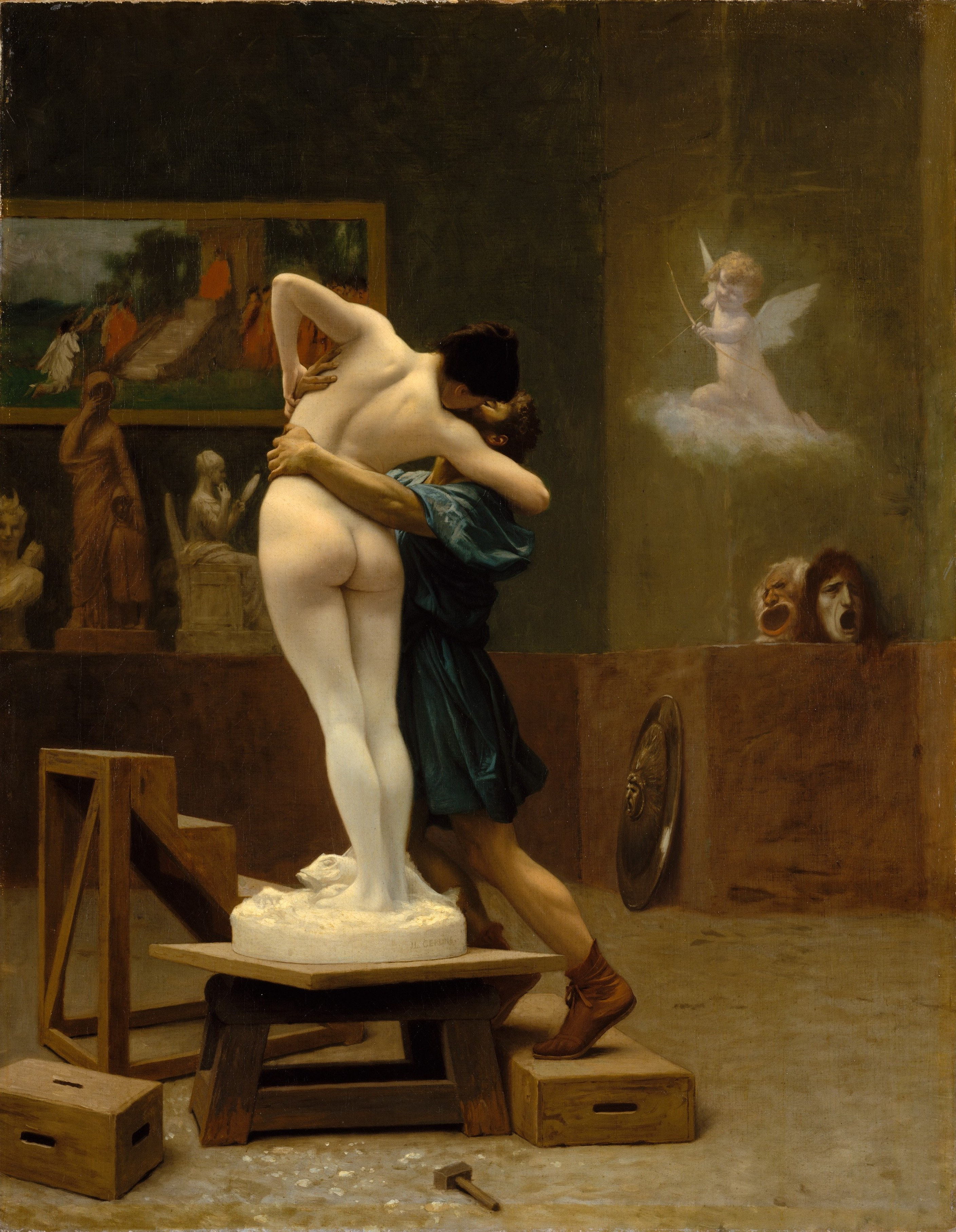
پیگمالیون و گالاتئا ۱۸۹۰ م. اثر ژان لئون ژروم
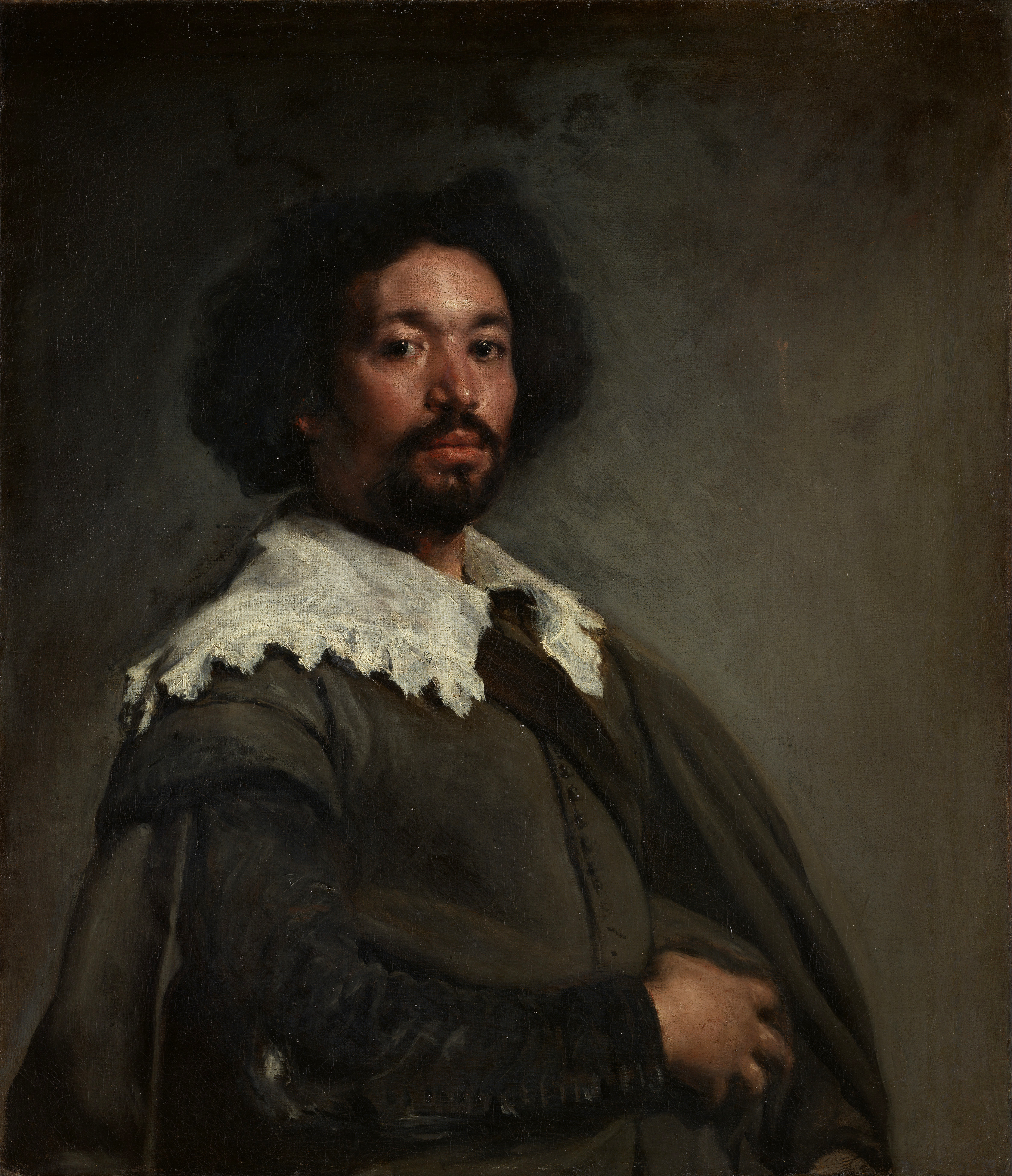
پُرترهٔ خوان دِ پارخا ۱۶۵۰ م. اثر دیه‌گو ولاسکز
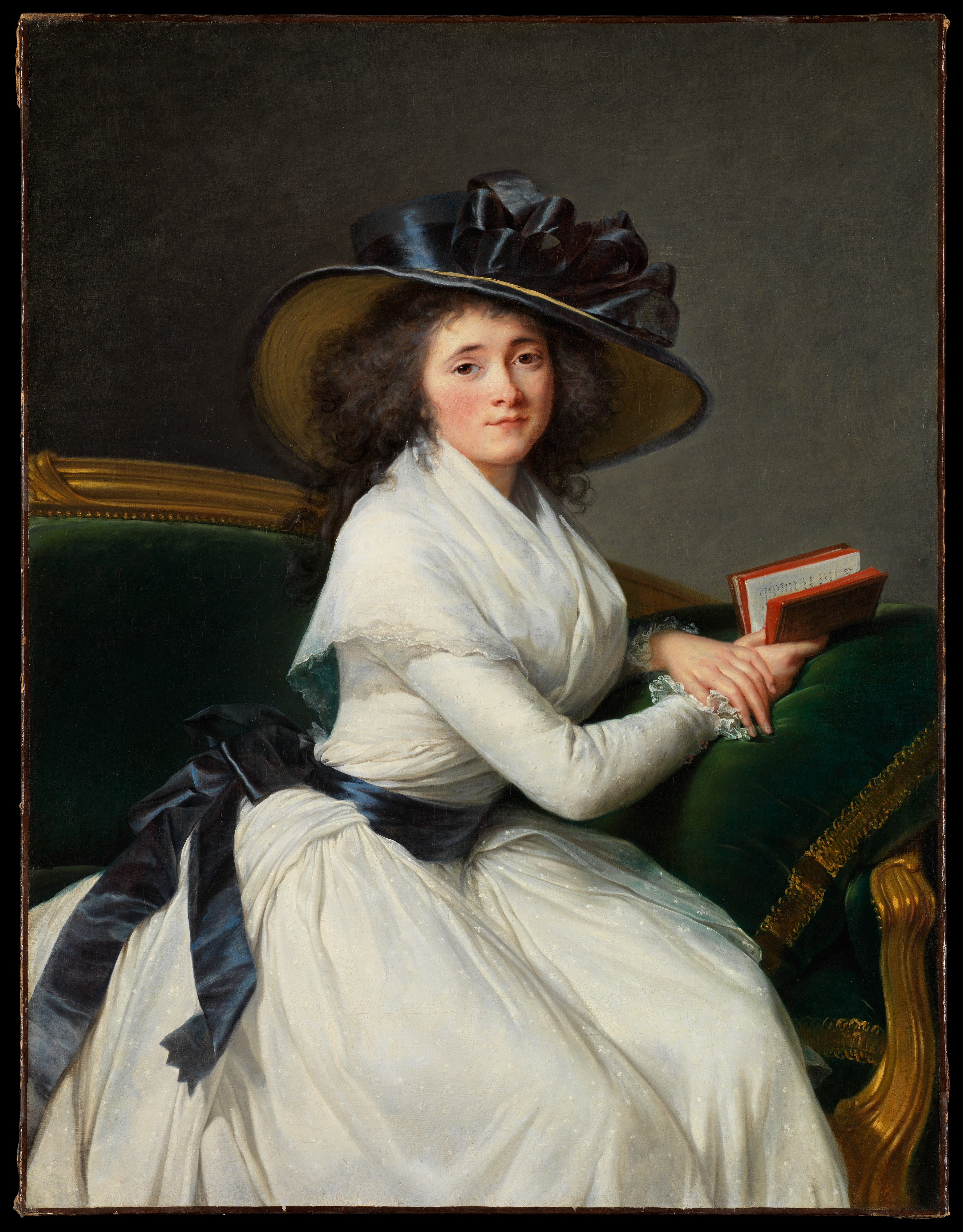
پرترهٔ زن پاریسی ۱۷۸۹ م. اثر لوئیز الیزابت ویژه لوبرن
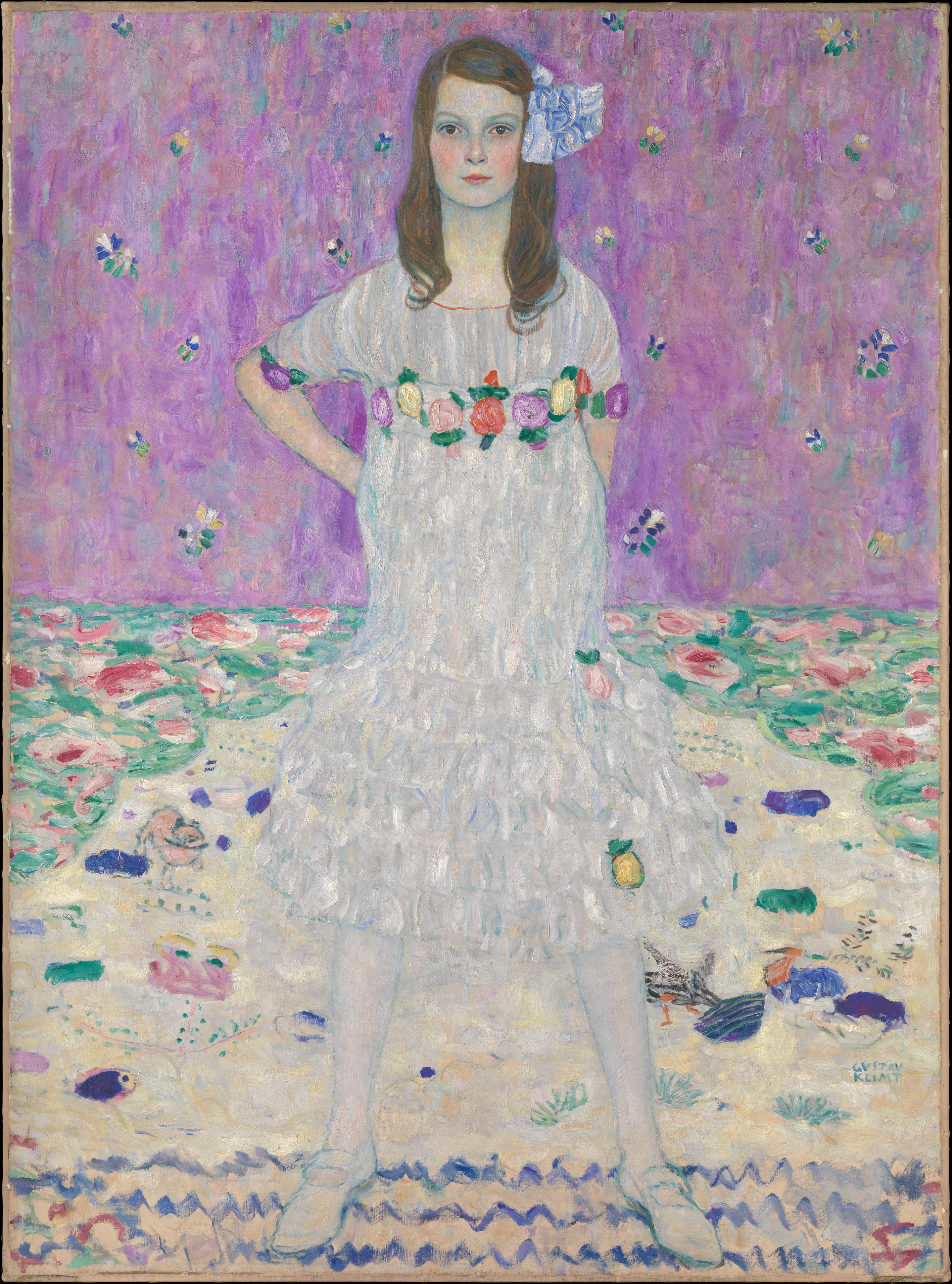
میدا پریماوسی ۱۳-۱۹۱۲ م. اثر گوستاو کلیمت
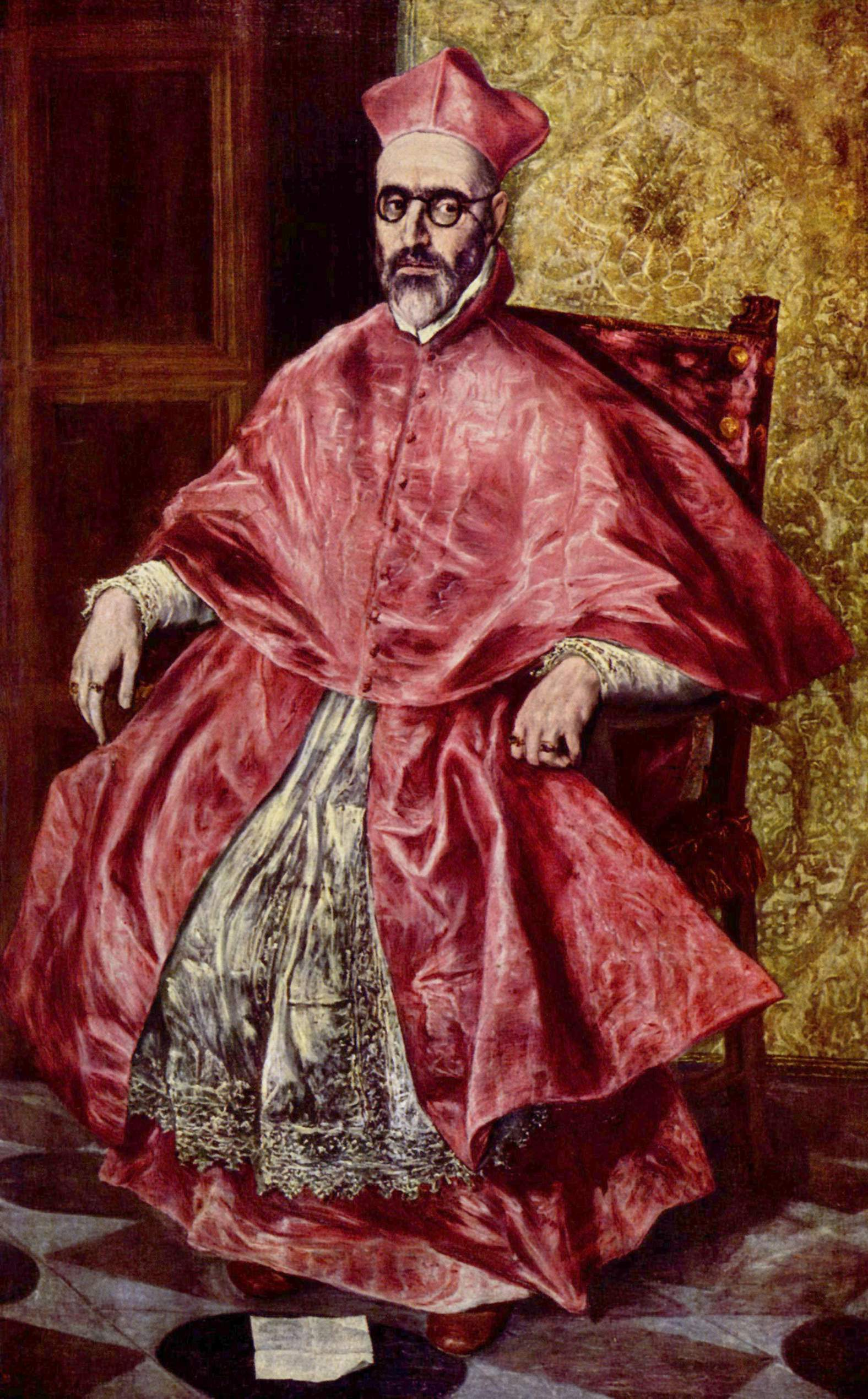
پُرتره‌ای از کاردینال دِ گوئِوارا مابین سال‌های ۱۵۹۶ تا ۱۶۰۱ م. اثر اِل گِرکو
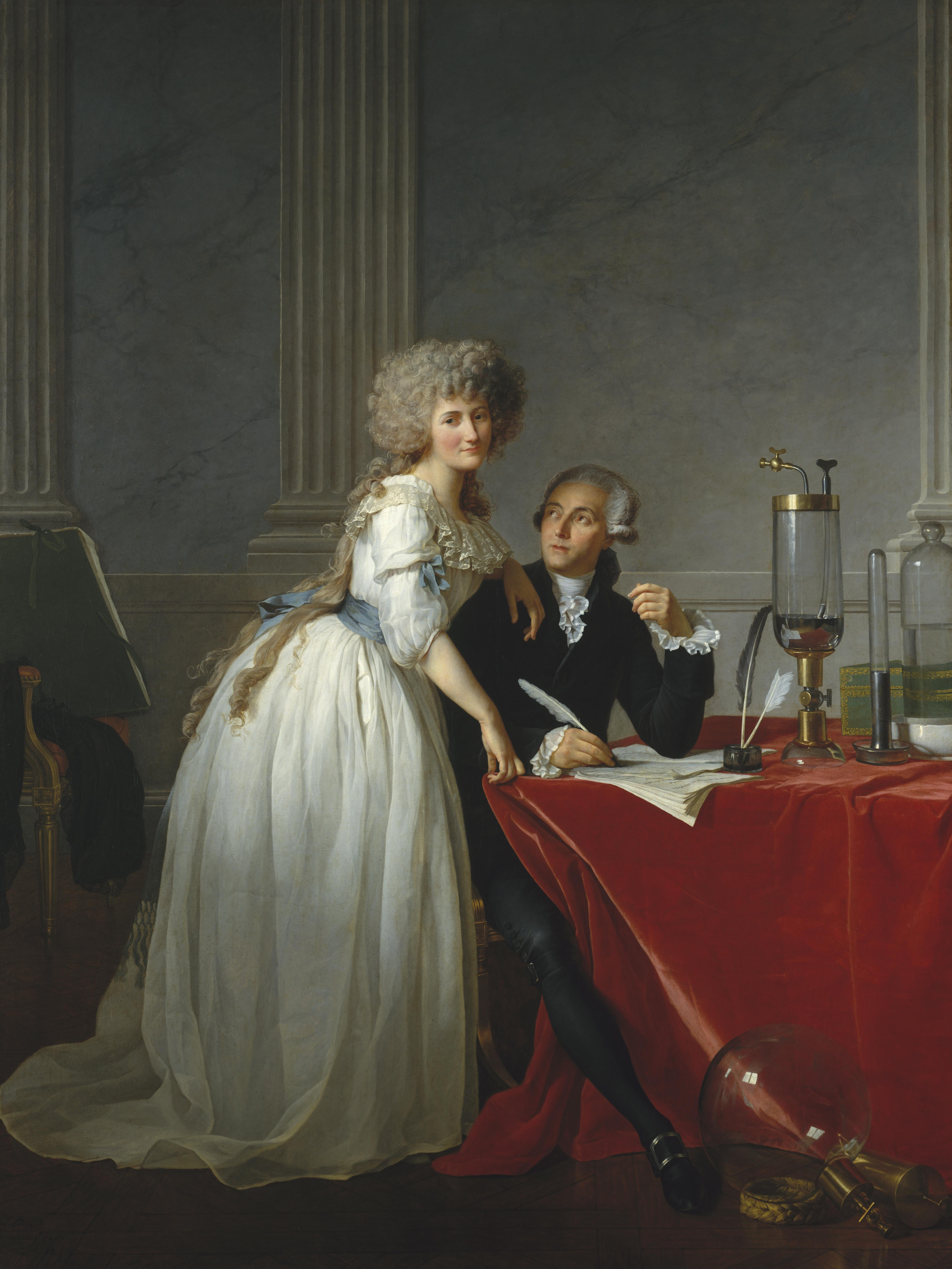
پُرتره‌ای از آنتوان لاووازیه و همسرش ۱۷۸۸ م. اثر ژاک لویی داوید
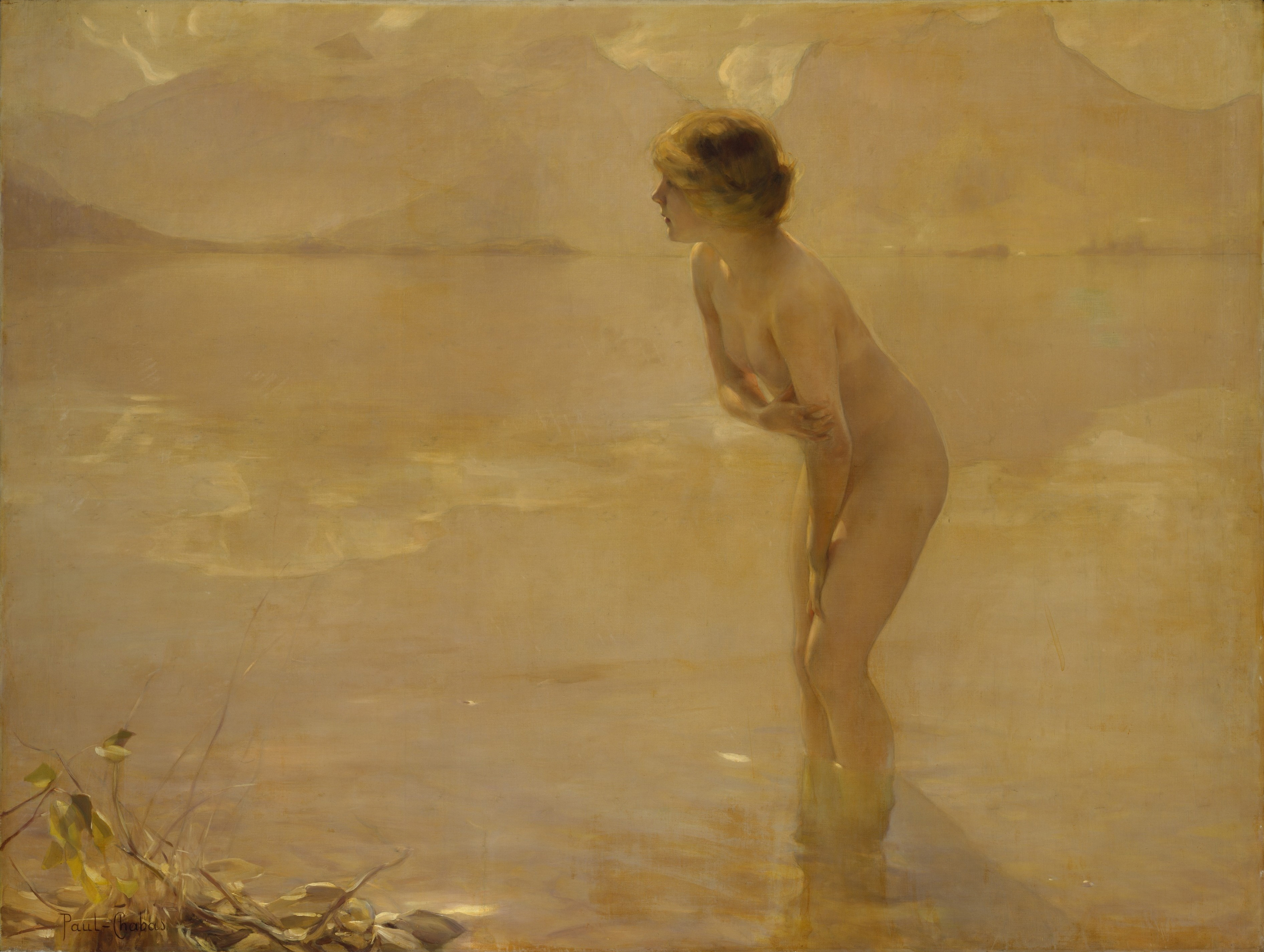
سحرگاه سپتامبر ۱۹۱۱ م. اثر پُل اِمیل شاباس
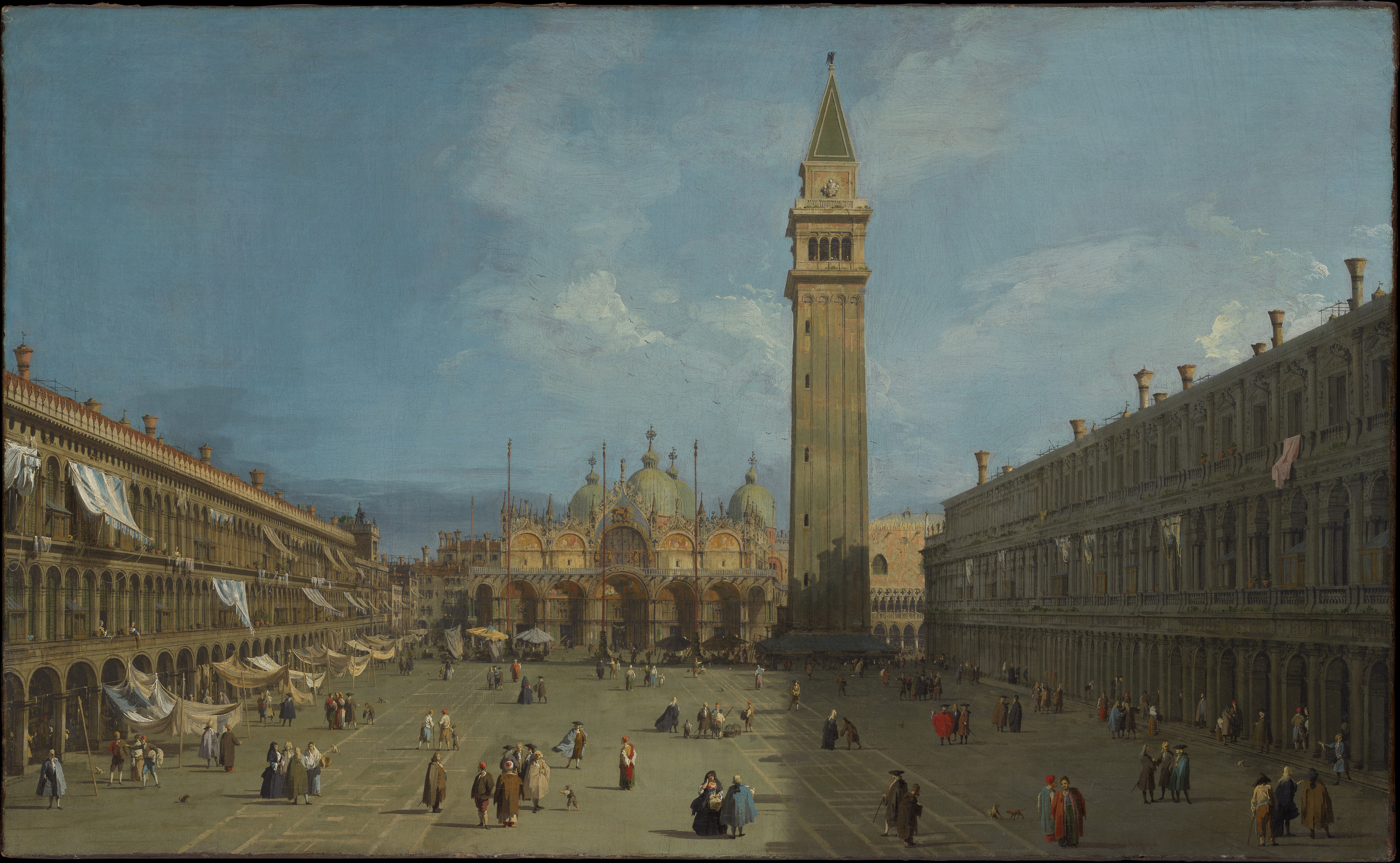
میدان سن مارکو و کلیسای جامع اواخر دههٔ ۱۷۲۰ م. اثر کانالتو
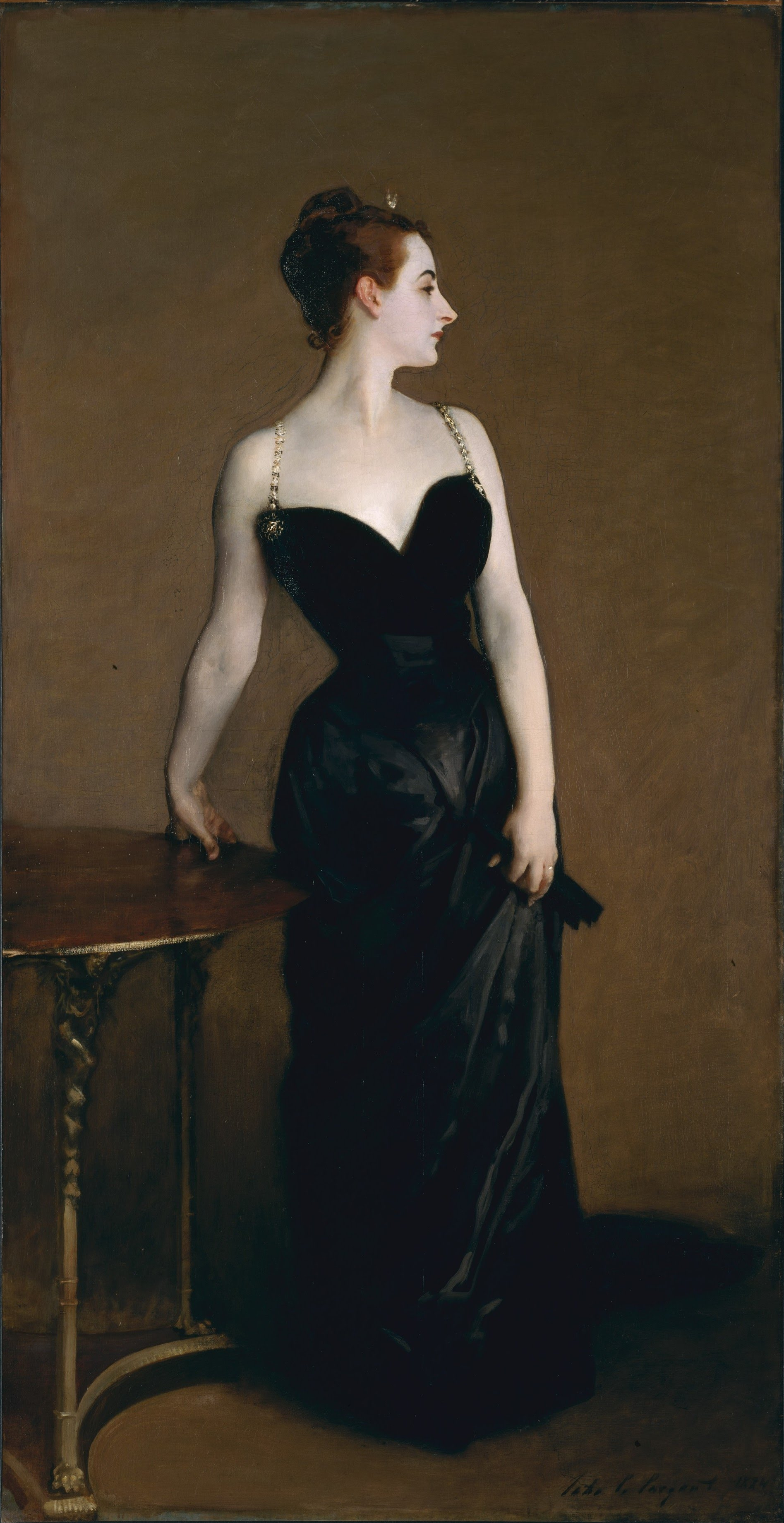
پرتره مادام ایکس ۱۸۸۴ م. اثر جان سینگر سارجنت
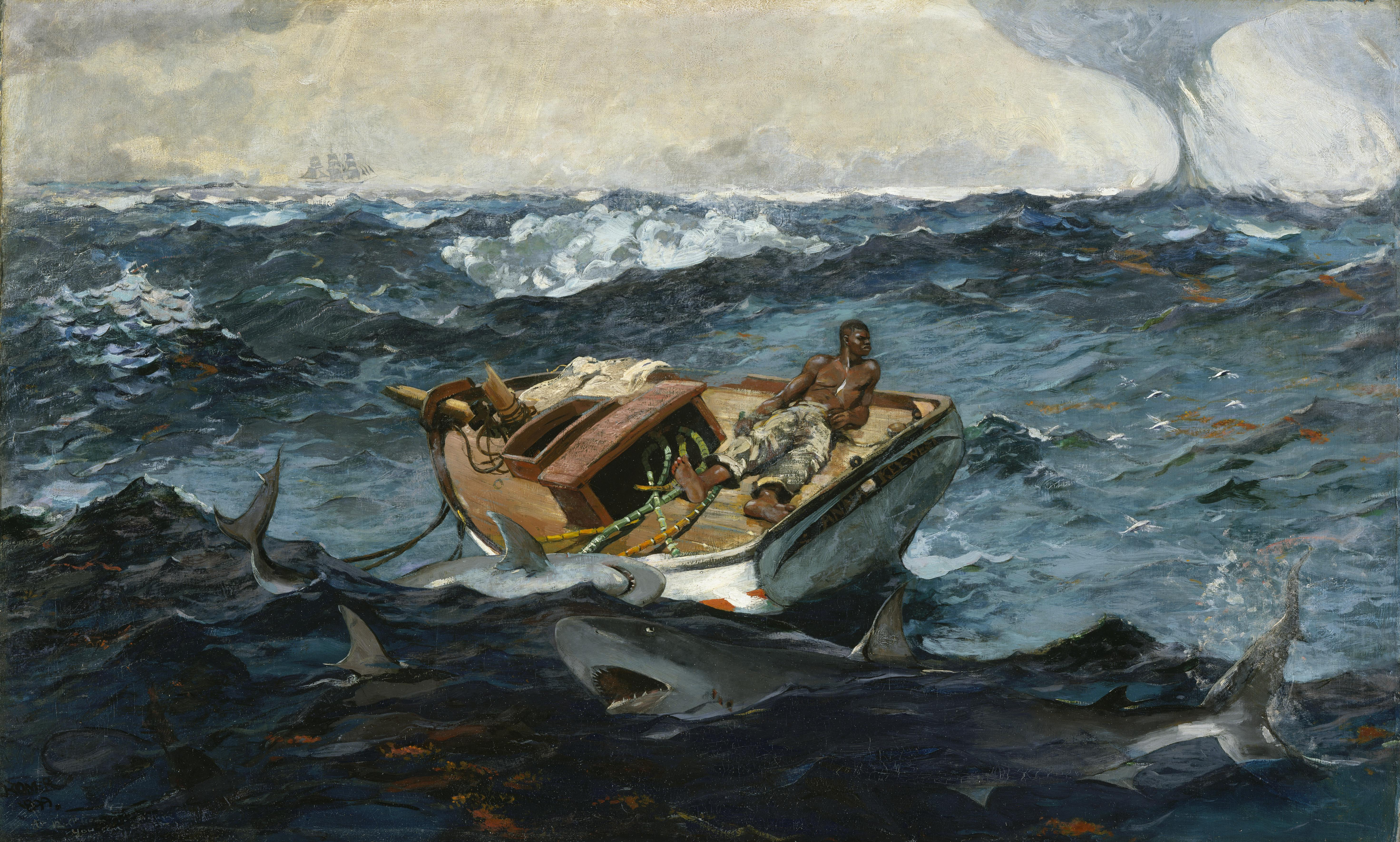
جریان خلیج ۱۸۹۹ م. اثر وینسلو هومر
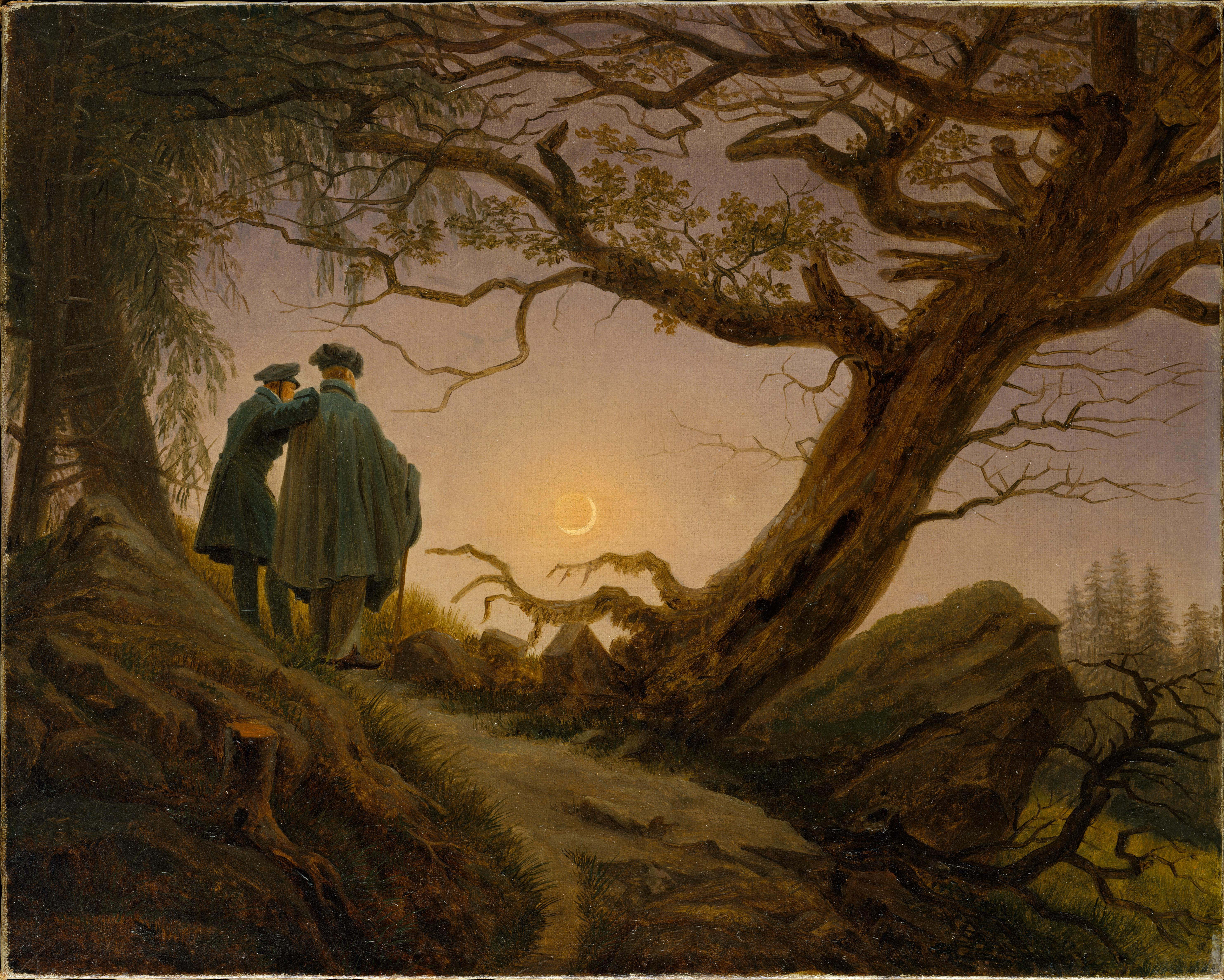
دو مرد تأمل کرده به ماه بین ۱۸۲۵ تا ۱۸۳۰ م. اثر کاسپار داوید فریدریش
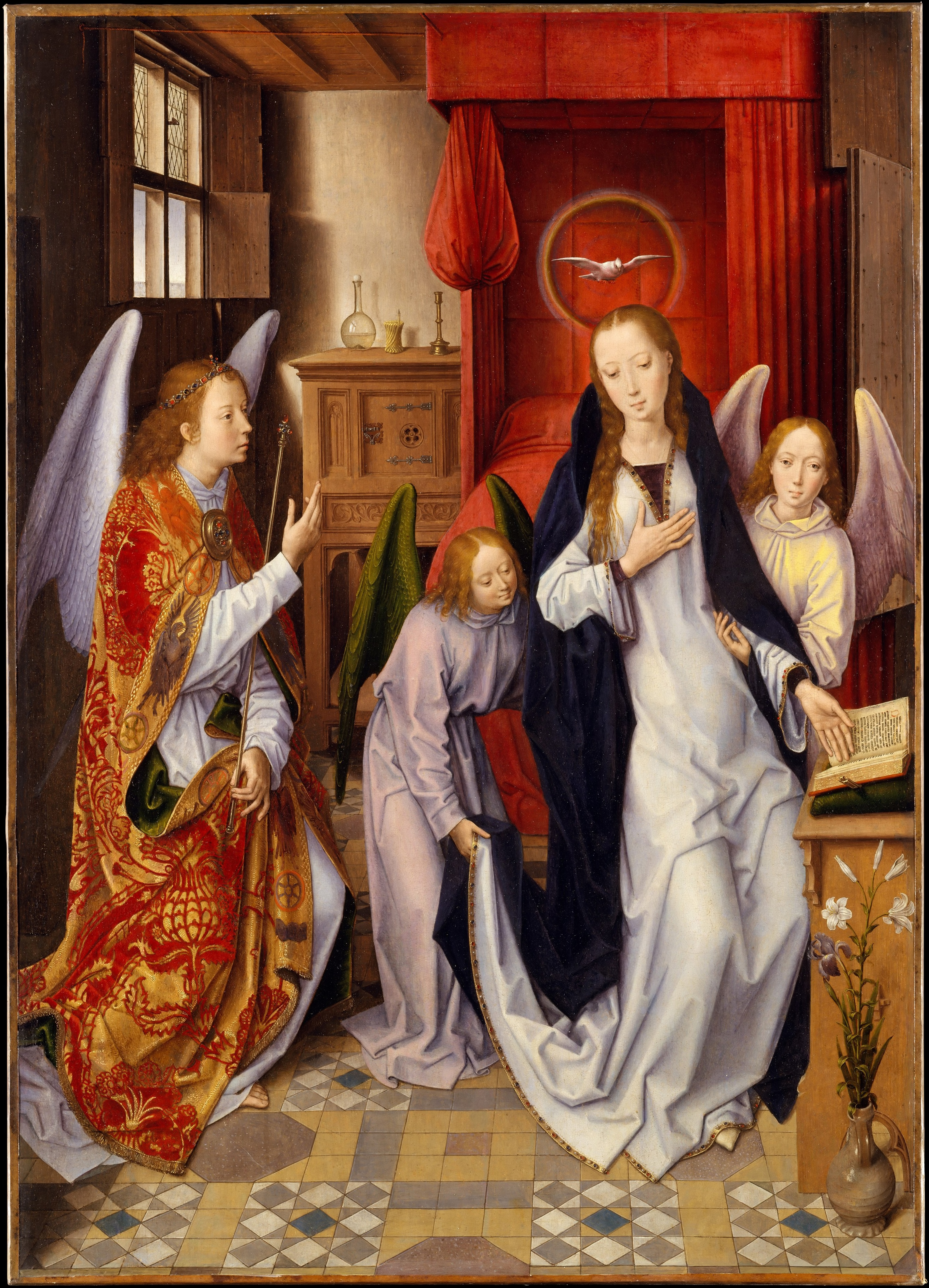
بشارت
۱۴۸۰ م.
اثر هانس مملینگ

### کلکسیون عکاسی

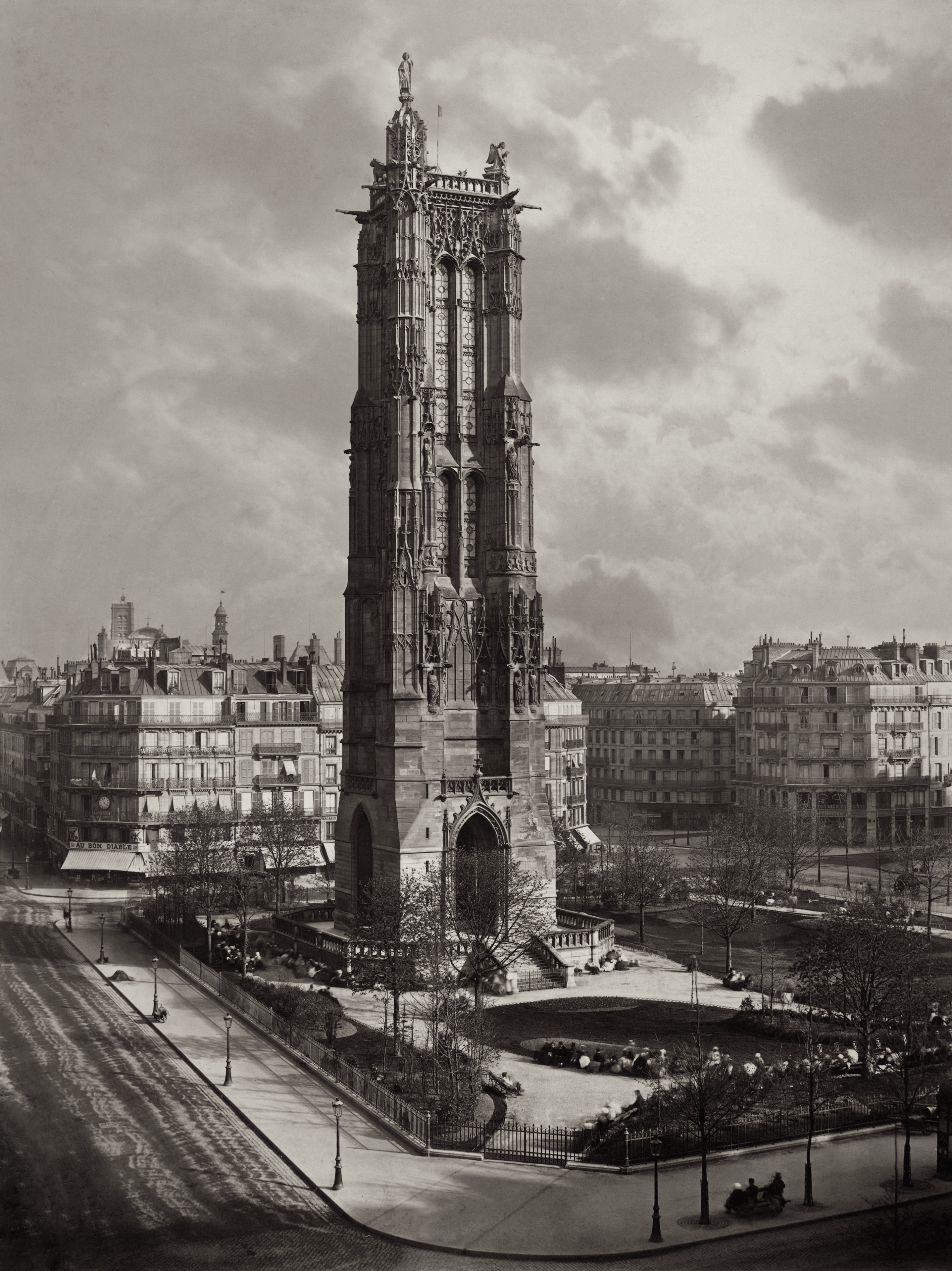
برج سن-ژاک در پاریس
۱۸۶۷ م.
اثر Ferrier & Soulier